# المتحف المصري الكبير
المتحف المصري الكبير (اختصارًا GEM) يقع على بعد أميال قليلة من غرب القاهرة بالقرب من أهرام الجيزة. ويتم بناؤه ليكون أكبر متحف في العالم للآثار، ليستوعب 5 ملايين زائر سنويًا. بالإضافة لمباني الخدمات التجارية والترفيهية ومركز الترميم والحديقة المتحفية التي سيزرع بها الأشجار التي كانت معروفة عند المصري القديم. وقد أطلقت مصر حملة لتمويل المشروع، كان أبرز مساهميها وكالة جايكا اليابانية بقروض ميسرة. ومن المقرر أن يضم المتحف أكثر من 100,000 قطعة أثرية من العصور الفرعونية، واليونانية والرومانية، مما سيعطي دفعة كبيرة لقطاع السياحة في مصر.

## التشريعات المنظمة
- قرار رئيس مجلس الوزراء رقم 2795 لسنة 2016: بإنشاء وتنظيم المتحف المصري الكبير.[4]
- القانون رقم 9 لسنة 2020: في شأن إعادة تنظيم المتحف المصري الكبير والذي نص على أن المتحف هيئة عامة اقتصادية ذات شخصية اعتبارية، مقرها محافظة الجيزة وتتبع الوزير المختص بشؤون الآثار.[5]
- قرار رئيس الجمهورية رقم 180 لسنة 2021: بتشكيل مجلس أمناء هيئة المتحف المصري الكبير برئاسة رئيس جمهورية.[6]

### أجهزة المتحف
- مجلس الأمناء: يرأسه رئيس الجمهورية وبعضوية عدد من الشخصيات لا يزيد عن عشرين، ويختص المجلس بإقرار السياسة العامة والخطط اللازمة لهيئة المتحف، وله أن يتخذ ما يراه من القرارات اللازمة في هذا الشأن لتمكين هيئة المتحف من أداء رسالتها والقيام بعملها، كما يختص بدعم ومتابعة نشاطها وإسداء ما يراه من توجيه في هذا الشأن. ويصدر بتشكيل مجلس الأمناء ومدة عضويته وتنظيم عمله قرار من رئيس الجمهورية.[7]
- مجلس الإدارة: يرأسه الوزير المختص بشؤون الآثار وبعضوية عدد من الشخصيات لا يقل عن عشرة ولا يزيد على عشرين عضوًا من ذوي المكانة العلمية والخبرة الدولية، ويكون الرئيس التنفيذي للمتحف من بينهم، على أن يكون نصفهم على الأقل من خارج هيئة المتحف. ويصدر بتشكيل مجلس الإدارة، وتحديد مدة عضويته وتنظيم عمله، وتحديد المعاملة المالية لرئيسه وأعضائه قرار من رئيس مجلس الوزراء. ومجلس الإدارة هو السلطة العليا المهيمنة على شؤون هيئة المتحف، وله أن يصدر القرارات اللازمة لتحقيق أهدافه، وله على الأخص ما يلي:
  - الإشراف على تنفيذ السياسات العامة، والخطط الاستراتيجية لهيئة المتحف التي يقرها مجلس الأمناء.
  - اعتماد الهيكل التنظيمي لهيئة المتحف.
  - الموافقة على مشروع الموازنة السنوية لهيئة المتحف، واعتماد مشروع الحساب الختامي.
  - قبول المنح والتبرعات والوصايا والهبات والهدايا التي تحقق أغراض هيئة المتحف.
  - إدارة موارد هيئة المتحف المالية.
  - وضع أسس التعاون بين هيئة المتحف والمتاحف والمؤسسات والشركات المصرية والإقليمية والعالمية.
  - الموافقة على مشروعات اللوائح الداخلية لهيئة المتحف.
  - الموافقة على القروض التي تعقد لصالح هيئة المتحف.[7]
- الرئيس التنفيذي: للمتحف رئيس تنفيذي ونائبان للرئيس، يصدر بتعيينهم وتحديد اختصاصاتهم والمعاملة المالية المقررة لهم قرار من رئيس مجلس الوزراء، بناءُ على ترشيح وعرض الوزير المختص بشؤون الآثار. ويكون تعيين الرئيس التنفيذي ونائبيه لمدة ثلاث سنوات قابلة للتجديد. ويمثل الرئيس التنفيذي هيئة المتحف أمام القضاء وفي صلاتها بالغير.[7]

## الموقع والشركات المنفذة
اختير موقع إنشاء المتحف بالقرب من أهرام الجيزة، ليقام على مساحة 117 فدان. وفازت شركة هينجان بنغ (بالإنجليزية: Heneghan Peng) بمسابقة التصميم المعماري للمتحف. فيما فازت شركة اتيليه بروكنر (بالإنجليزية: Atelier Bruckner) بتنفيذ العرض المتحفي للمتحف. أما الأعمال الإنشائية ففاز بها تحالف شركة أوراسكوم للإنشاء والصناعة مع شركة بيسكس (بالإنجليزية: Besix).
| الشركة | الدور                                                            | المقر الرئيسي           |
| --- | ---------------------------------------------------------------- | ----------------------- |
| فريق التصميم                                                                                               |                                                                  |                         |
| Heneghan Peng Architects (HPARC) (Róisín Heneghan & Shih-Fu Peng)                                          | التصميم المعماري                                                 | دبلن، أيرلندا           |
| رأفت ميلر للاستشارات (بالإنجليزية: RMC - Raafat Miller Consulting Architects & Engineers)                  | استشاري معماري                                                   | القاهرة، مصر            |
| Ove Arup                                                                                                   | مدني، هيكلي، مرور، الواجهة                                       | لندن، المملكة المتحدة   |
| المهندسون الاستشاريون العرب - محرم باخوم (بالإنجليزية: ACE - Arab Consulting Engineers (Moharram Bakhoum)) | استشاري إنشائي (مدني، هيكلي، مرور، واجهة)                        | القاهرة، مصر            |
| Buro Happold                                                                                               | خدمات البناء، تكنولوجيا المعلومات، الأمن، نظام الحرائق، الصوتيات | سومرست، المملكة المتحدة |
| Davis Langdon                                                                                              | إدارة فريق المساحين                                              | لندن، المملكة المتحدة   |
| West 8 | مناظر طبيعية                                                     | روتردام، هولندا         |
| Sites | مناظر طبيعية                                                     | القاهرة، مصر            |
| Bartenbach LichtLabor                                                                                      | إضاءة متخصصة                                                     | تيرول، النمسا           |
| Bruce Mau Design                                                                                           | لافتات                                                           | تورونتو، كندا           |
| Metaphor                                                                                                   | التخطيط الرئيسي للعرض                                            | لندن، المملكة المتحدة   |
| Cultural Innovations                                                                                       | علم المتاحف                                                      | لندن، المملكة المتحدة   |
| Atelier Bruckner                                                                                           | مصمم العرض المتحفي                                               | شتوتغارت، ألمانيا       |
| Tarek Atrissi Design                                                                                       | لوجو/شعار المتحف                                                 | هولندا                  |
| فريق الأعمال الإنشائية                                                                                     |                                                                  |                         |
| أوراسكوم للإنشاء والصناعة (بالإنجليزية: Orascom Construction Industries)                                   | المقاول الرئيسي                                                  | القاهرة، مصر            |
| BESIX | المقاول الرئيسي                                                  | بروكسل، بلجيكا          |
| ACCIONA Producciones y Diseño                                                                              | مقاول العرض المتحفي                                              | إسبانيا                 |
| جهات أخرى مشتركة                                                                                           |                                                                  |                         |
| الهيئة الهندسية للقوات المسلحة                                                                             | الإشراف العام على المشروع                                        | القاهرة، مصر            |
| المقاولون العرب                                                                                            | نقل القطع الأثرية الضخمة إلى المتحف                              | القاهرة، مصر            |

## التصميم
نظرًا لوقوع المتحف أمام أهرام الجيزة، تم تصميم الواجهة على شكل مثلثات تنقسم إلى مثلثات أصغر في إطار رمزي للأهرام، وذلك طبقا لنظرية رياضية لعالم بولندي تتحدث عن التقسيم اللانهائي لشكل المثلث.

### المباني
تقع مباني المتحف على مساحة 100 ألف متر مربع، من ضمنها 45 ألف متر للعرض المتحفي، وتشمل المساحة المتبقية مكتبة متخصصة في علم المصريات، ومركزًا للمؤتمرات، ومركز أبحاث، ومعامل للترميم، وسينما ثلاثية الأبعاد، وأماكن مخصصة لخدمة الزائرين مثل المطاعم، ومحال بيع المستنسخات والهدايا، ومواقف انتظار السيارات.

#### مركز الترميم
يقع على مساحة 32 ألف متر، وهو موجود تحت مستوى سطح الأرض بـ10 أمتار تقريبًا، وتم إنشاء نفق ما بين مركز الترميم والمتحف يتم من خلاله نقل الآثار بشكل آمن بطوله 300 متر تقريباً. يضم مركز الترميم 19 معملًا يتم فيها ترميم مختلف أنواع الآثار وإعادتها لشكلها الطبيعي، منها:
- معمل الخزف والزجاج والمعادن: الخاص بترميم الأواني والتماثيل المصنوعة من المواد غير العضوية.
- معمل الأخشاب: الخاص بترميم القطع الأثرية المصنوعة من الأخشاب مثل التوابيت والتماثيل بأنواعها والأثاث الجنائزي والنماذج الخشبية والمراكب والأدوات والنواويس الخشبية «دواليب حفظ الآلهة».
- معمل الأحجار: الخاص بالقطع الأثرية الحجرية الكبيرة لعملية الترميم.
- معمل الميكروبيولوجي: الخاص بتحديد أنواع الكائنات الحية المسببة لتلف الآثر مما يسهل تحضير المواد الكيميائية اللازمة لوقف نمو هذه الكائنات.
- معمل الميكروسكوب الإلكتروني الماسح: الخاص بوسائل تجهيز العينات والمكونات الكيميائية قبل إرسالها لمعمل الميكروبيولوجي.
- معمل المومياوات «البقايا الآدمية»: الخاص بترميم المومياوات من الطيور خاصة طيور أبو منجل «الإله حورس» والذي يعد أحد معبودات الفراعنة.[17][18][19][20]

#### الدرج العظيم

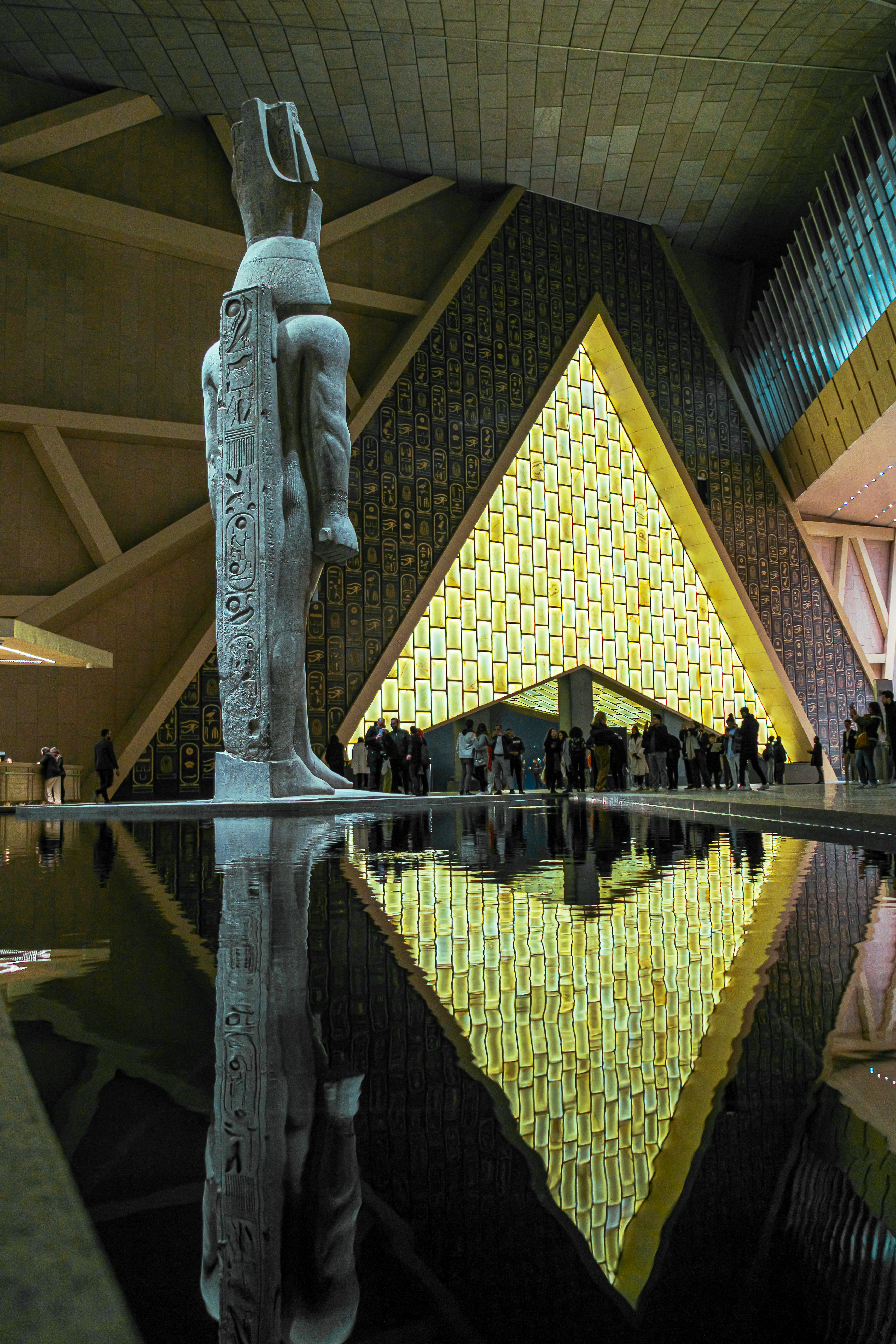
تمثال رمسيس الثاني بالبهو العظيم بالمتحف المصري الكبير.

الدرج العظيم أو البهو الرئيسي هو أول مستقبل لزوار المتحف، سيشتمل الدرج على تمثال الملك رمسيس الثاني، وتمثالي الملك سنوسرت المعروض بحديقة متحف التحرير، ورأس بسماتيك الأول، وتماثيل أخرى.

### الإرشادات
سيتم وضع جميع الإرشادات في المتحف بثلاث لغات هي العربية والإنجليزية والهيروغليفية.

### الممشى السياحي
من المخطط أن يتم تخصيص المنطقة الواقعة بين المتحف والأهرام، لتكون ممشى سياحي، وذلك عن طريق إزالة نادي الرماية وكل الأماكن التي تعيق الممشى، وكذلك إنشاء كوبري علوي فوق طريق الفيوم، وهي أعمال سيتم تنفيذها خلال المرحلة الأخيرة من إنشاء المتحف. وسوف يستخدم الممشى لنقل السائحين من زائري المتحف إلى منطقة الأهرام إما عن طريق سيارات «الطفطف» أو مترجلين.

### المحلات والمطاعم
من المخطط إنشاء 20 محل تجاري و8 مطاعم في المنطقة الاستثمارية داخل حرم المتحف، بالإضافة إلى فندق يسع 30 غرفة يقع بعيداً عن الجزء المتحفي المغطى وعن الآثار.

## التكلفة والتمويل
ساهم في تمويل بناء المتحف عدة جهات كان أبرزها قرضين ميسرين من وكالة جايكا اليابانية الأول في 2006 بقيمة 280 مليون دولار والثاني في 2016 بقيمة 460 مليون دولار، بالإضافة إلى 150 مليون دولار من التبرعات والمُساهمات المحلية والدولية و100 مليون دولار تمويل ذاتي من الحكومة المصرية.

## مراحل الإنشاء

### المرحلة الأولى
وهي المرحلة التي شملت التصميمات، والرسومات الفنية والهندسية والإنشائية، وتحديد التكلفة الدقيقة للمشروع.
- وضع حجر أساس المشروع الرئيس محمد حسني مبارك في 4 فبراير 2002 بحضور جمع من المختصين والمسؤولين وقتها على رأسهم وزير الثقافة فاروق حسني والأمين العام للمجلس الأعلى للآثار جاب الله علي جاب الله.[29]
- في مؤتمر صحفي دولي تم الإعلان عن المسابقة المعمارية الدولية لتصميم المتحف المصري الكبير ليكون أكبر متحف للآثار المصرية في العالم بجوار هضبة الأهرام بالجيزة، ونظمت المسابقة المعمارية الدولية المفتوحة برعاية هيئة اليونسكو وتقدم معماريون واستشاريون من 83 دولة بتصورات ومشروعات معمارية بلغت في مجملها 1557 مشروعًا، وفي يوليو 2003 وزعت جوائز المسابقة المعمارية على الفائزون الأوائل ووصل مجموع الجوائز إلى 750 ألف دولار. شارك في التصميم الفائز 14 مكتبًا استشاريًا من خمس دول مختلفة. واستغرقت دراسة المشروع 3 سنوات بتكلفة بلغت مليوني دولار، تم كتابتها في 8 مجلدات.
- المرحلة الأولى: هي مرحلة ما قبل التصميم الابتدائي خلال الفترة من 23 نوفمبر 2003 حتى 23 مايو 2004 واشتملت على الدراسات الهندسية والفنية لتحضير وبحث كل العناصر والمكونات اللازمة لإعداد التصميم الابتدائي في جميع التخصصات الهندسية.
- المرحلة الثانية: هي المرحلة التي استمرت خلال الفترة من 15 أغسطس 2004 حتى 30 يونيه 2005 واشتملت على إعداد الرسومات الهندسية للمرحلة الابتدائية النهائية في جميع التخصصات الهندسية، وبدأت خلال تلك الفترة أعمال البناء والتشييد خلال تلك المرحلة في مايو 2005.
- المرحلة الثالثة: وهي مرحلة التصميم التفصيلي والتي استمرت خلال الفترة من 15 أبريل 2006 حتى 26 أبريل 2007 واشتملت على دراسة تفصيلية لجميع بنود وتفاصيل المتحف وعقد اختبارات الجودة المطلوبة على المواد والتصميم بالإضافة إلى النظم المتوقع تطبيقها.
- المرحلة الرابعة: هي المرحلة التي استمرت خلال الفترة من 15 أغسطس 2007 حتى 15 سبتمبر 2008 وأتم خلالها فريق التصميم إعداد تصميم متكامل يجمع بين جميع التخصصات.[8][30][31][32][33]

### المرحلة الثانية
بدأت أعمال البناء والتشييد في مايو 2005 بالتوازي مع استكمال المرحلة الأولى التي تضمنت أعمال التصميم. واشتملت المرحلة الثانية على بناء مركز ترميم الآثار، ومحطتي الطاقة الكهربية، ومحطة إطفاء الحريق، ومبنى الأمن، والمخازن الأثرية. تكلفت تلك المرحلة حوالي 240 مليون جنيه بما يوازي 43 مليون دولار تم تمويلها بالكامل من صندوق تمويل الآثار بالمجلس الأعلى للآثار وقد احتوت محطة الطاقة الكهربائية على ماكينات التكييف المركزي والتحكم البيئي لتزويد مبنى مركز الترميم بالطاقة، كما تستخدم كمحطه بديلة لمبنى المتحف الرئيسي في حالة الطوارئ. أما مركز إطفاء الحريق فقد تم تجهيزه بأجهزة مقاومة الحريق تتم إدارتها من قبل إدارة الدفاع المدني لخدمة المتحف وكذلك المنطقة المحيطة بالمتحف.
- المرحلة الأولى: تأهيل الموقع واستغرقت 6 أشهر، وتم فيها إخلاء الموقع من جميع الإشغالات وإزالة المخلفات وبناء أسوار لتحديد الملكية بطول حوالي 3 كم وتمهيد الطرق الداخلية لتسهيل إدارة الموقع أثناء مراحل التنفيذ المختلفة، مع تخصيص موقع آمن لنقل تمثال رمسيس، وتم عمل البوابات ونظم تأمين وإضاءة الموقع بأكمله واللافتات الإعلانية عن المشروع.
- المرحلة الثانية: بدأت في يوليو 2006 حيث تم التعاقد مع الشركة المنفذة لبناء وتشييد مركز الترميم ومركز الطاقة ومحطة إطفاء الحريق وتم الانتهاء من البناء خلال 21 شهرًا.
- المرحلة الثالثة: تضمنت أعمال تجهيز مركز الترميم بالآلات والمعدات اللازمة لبدء ترميم وتجهيز القطع الأثرية لعرضها بالمتحف، بهدف إعداد وتجهيز مائة ألف قطعة أثرية والمخصصة للعرض في صالات المتحف.[33]

#### افتتاح المرحلة الثانية
في 14 يونيو 2010 افتتحت السيدة سوزان مبارك المرحلة الثانية من المشروع وشهد الافتتاح فاروق حسني وزير الثقافة والمهندس أحمد المغربي وزير الإسكان والدكتور عثمان محمد عثمان وزير التنمية الاقتصادية والدكتور أحمد زكي بدر وزير التربية والتعليم والمهندس سيد عبد العزيز محافظ الجيزة والدكتور زاهي حواس الأمين العام للمجلس الأعلى للآثار والدكتورة شادية قناوى رئيس لجنة الإشراف على تنفيذ مشروع المتحف.

### المرحلة الثالثة
وتشمل بناء صالات العرض المتحفي، متحف الدارسين، مركز المؤتمرات والسينما، مكتبة أثرية، متحف الطفل. وهي المرحلة التي يجري بها العمل حاليًا، حيث يتم افتتاح المرحلة الأولى في مايو 2018 بعرض مقتنيات توت عنخ آمون، على أن يتم الافتتاح النهائي للمشروع في الربع الأخير من عام 2025.
- المرحلة الأولى: هي المرحلة التي تضمنت أعمال البناء والتشييد تضمنت الحفر العام وتسوية وإزالة الرمال من الموقع تمهيدًا لبناء المبنى الرئيسي للمتحف، وانتهت الأعمال في فبراير 2009، واستلزمت أعمال تسوية الموقع العمل المتواصل 24 ساعة يوميًا طوال أيام الأسبوع، وتم خلال تلك الفترة إزالة 2.25 مليون متر مكعب من الرمال خارج موقع المشروع لإتاحة المساحة المطلوبة.
- المرحلة الثانية: هي مرحلة تشييد المبنى الرئيسي علي مساحة إجمالية 108 ألف متر مربع، وبدأت تلك المرحلة عام 2012، وتضمنت بناء مباني المتحف وصالات العرض المتحفي، ومتحف الدارسين والعلماء، ومركز الاجتماعات والمسرح، والسينما ثلاثية الأبعاد، والمكتبة الأثرية، ومتحف الطفل، ومتحف ذوي الاحتياجات الخاصة، ومركز الوسائط المتعددة، والمركز الثقافي والتعليمي، ومركز الحرف والفنون التقليدية، والمنطقة الترفيهية والاستثمارية، والحديقة المتحفية والحدائق الترفيهية والمسار السياحي الثقافي لربط المتحف بهضبة الهرم.[33]

## نقل الآثار

### نقل تمثال رمسيس الثاني

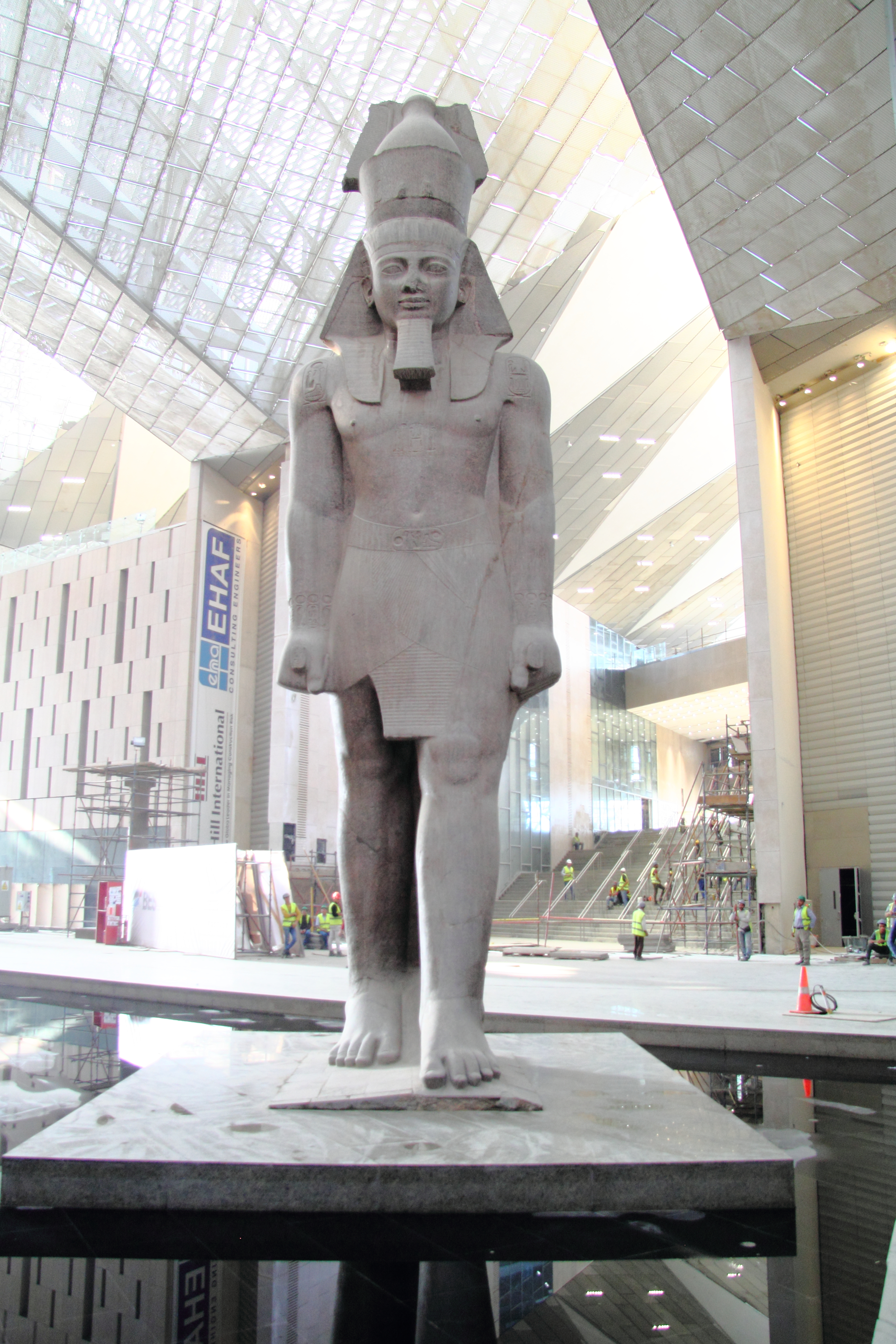
تمثال رمسيس الثاني داخل المتحف

نُقل تمثال رمسيس الثاني في عام 2006 من موقعه القديم في ميدان رمسيس بالقاهرة ليوضع في موقعه الجديد بمدخل المتحف المصري الكبير، و يصل وزنه إلى 83 طنًا. وفي عام 2018 نُقل التمثال من مكانه المؤقت إلى البهو الرئيسي بالمتحف.

### نقل آثار الأقصر
في مارس 2016 تم إنهاء الاستعداد لنقل 778 قطعة آثرية من محافظة الأقصر إلى المتحف المصري الكبير وسط تأمينات وتشديدات أمنية مكثفة، وكذلك باستخدام وسائل حماية وتغليف متميزة طبعاً للقواعد العالمية. وتعود القطع الأثرية لعصور مختلفة من الحضارة المصرية القديمة، وإن كان أغلبها يعود لعصر الدولة الحديثة، من بينها تمثال كبير للملك أمنحتب الثالث والإله حورس من الجرانيت الوردي يزن حوالى 4 طن والذي سيتم عرضه على الدرج العظيم بالمتحف بالإضافة إلى عدد من قطع الفخار ومجموعة من التوابيت.

### نقل آثار المتحف المصري بالتحرير
في 8 سبتمبر 2016 تم نقل 525 قطعة أثرية من المتحف المصري بالتحرير إلى المتحف المصري الكبير، ومن ضمن القطع المنقولة 367 قطعة من مقتنيات الملك توت عنخ آمون، تمهيدًا لعرضها ضمن مجموعته المقرر نقلها بالكامل إلى المتحف الكبير عند الافتتاح الجزئي للمتحف خلال عام 2018.

### نقل مركب خوفو الثانية
استقبل المتحف على فترات مختلفة القطع الخشبية الخاصة بمركب خوفو الثانية، وذلك لاستكمال ترميمها وعرضها بالمتحف.

## تصميم الشعار
في 10 يونيو 2018 تم الكشف عن شعار «لوجو» المتحف الذي سيستخدم في الحملة الترويجية للمتحف في مصر والعالم. صمم الشعار اللبناني-الهولندي طارق عتريسي، وبلغت تكلفة التصميم مبلغ 800 ألف جنيه مصري، وهي من ضمن تكاليف تصميم العرض المتحفي الذي تنفذه الشركة الألمانية «أتيلييه بروكنر»، وجرى اختيار التصميم عن طريق لجنة مصرية.
فجر تصميم الشعار خلافًا وجدلًا واسعًا بين الخبراء والمثقفين، حيث اعترض البعض على بساطة الشعار وألوانه، ومنهم الفنان ووزير الثقافة الأسبق فاروق حسني، والفنان محمد عبلة وغيرهم. فيما رأى الجانب الآخر، أن استخدام شكل هندسي بسيط للشعار كان أسوة بشعارات المتاحف الكبرى في العالم.

### دلالات الشعار
يمثل الشعار التخطيط الأفقي للمتحف الذي تنفرج جوانبه لتطل على أهرام الجيزة، ويأخذ الشعار اللون البرتقالي الذي يعكس اللون الذي تضفيه الشمس على هضبة الأهرام ساعة المغيب، أما كتابة اسم المتحف بخط عربي انسيابي فاستلهم من الكثبان والتلال الرملية للبيئة المحيطة.

## أول متحف أخضر
حصل مشروع المتحف المصري الكبير كأول متحف أخضر في أفريقيا والشرق الأوسط على الشهادة الدولية "Edge Advance" للمباني الخضراء المعتمدة من قِبل مؤسسة التمويل الدولي إحدى مؤسسات مجموعة البنك الدولي، وجاء ذلك الاختيار بعد تحقيق المتحف لمعايير ترشيد الطاقة واستخدام الطاقة النظيفة في أعمال البناء وأنظمة الإضاءة والتهوية الطبيعية وتركيب الخلايا الشمسية.

## الإدارة
يقوم على شؤون المتحف المدير/المشرف العام:
- عاطف مفتاح «المشرف العام على المشروع».[50]
- طارق توفيق «المشرف العام على المشروع».[51]
- الحسين عبد البصير «المشرف العام على المشروع».[52]
- محمد غنيم «المشرف العام على المشروع».[53]

## حوادث
في 29 أبريل 2018 اندلع حريق محدود بالقطع الحديدية الملاصقة لأخشاب السقالات بالجزء الخلفي للمتحف والموجودة خارج مبنى «الكونفرس».

## معرض صور

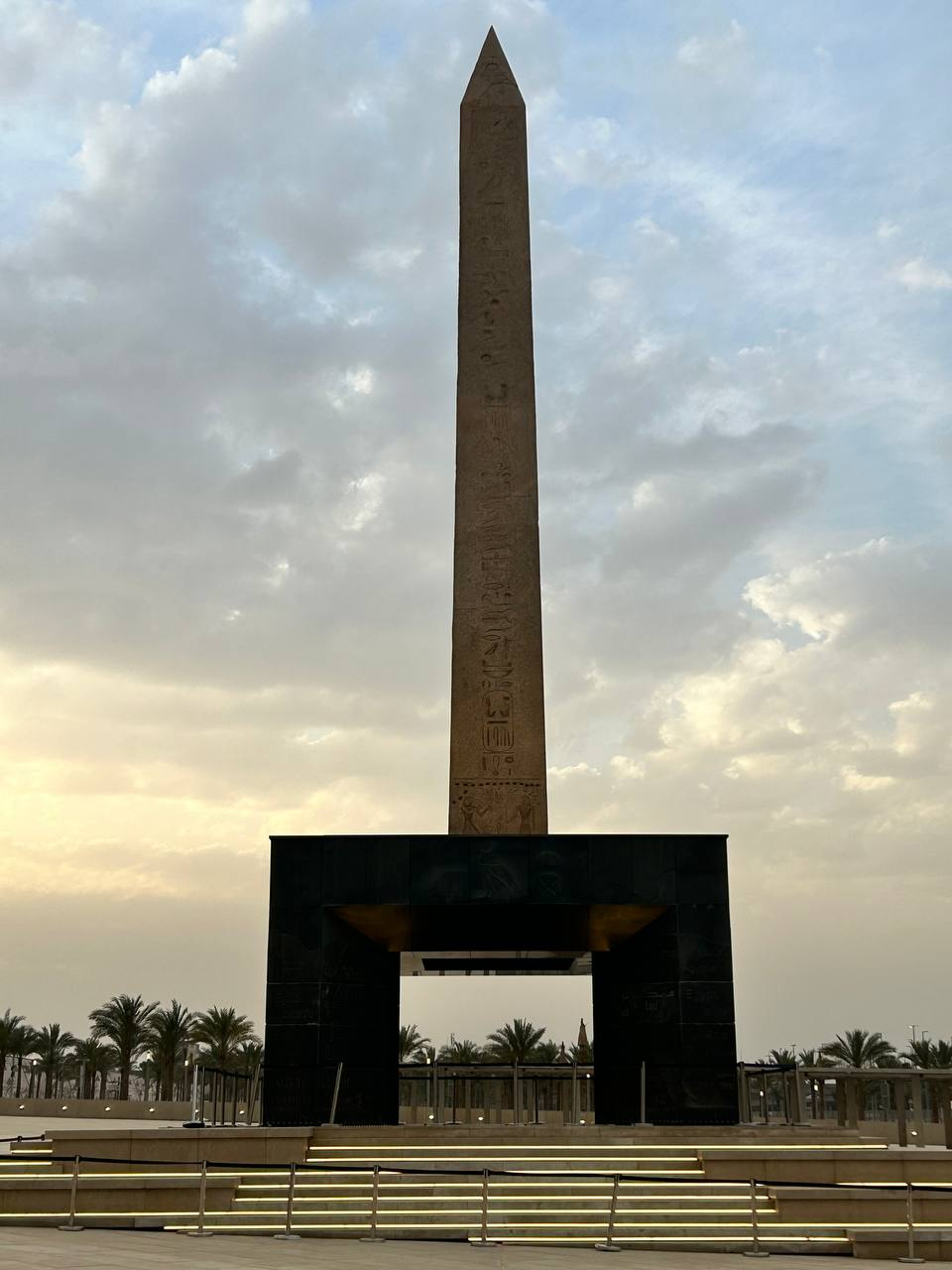
مسلة المتحف المصري الكبير
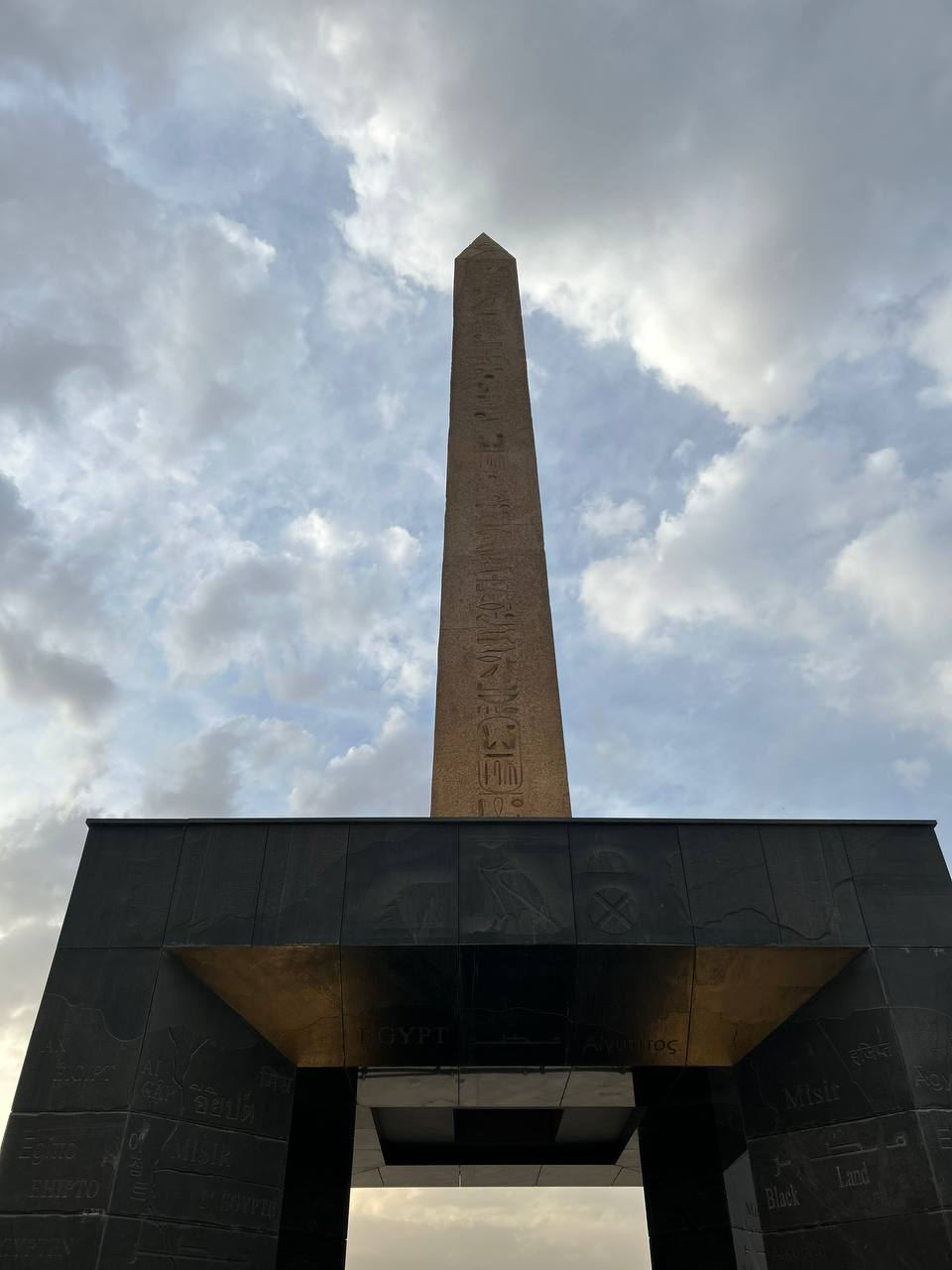
مسلة المتحف المصري الكبير
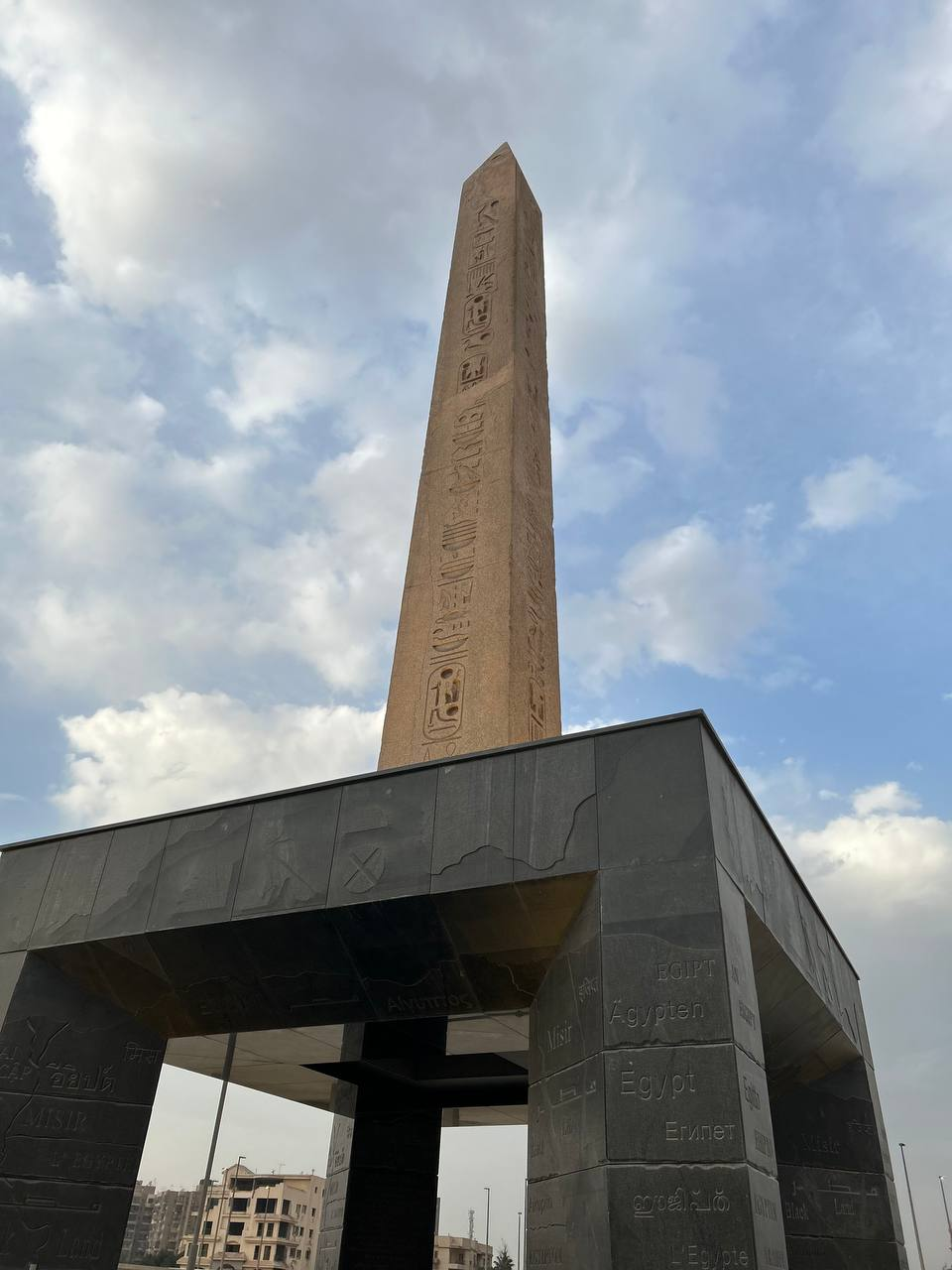
مسلة المتحف المصري الكبير
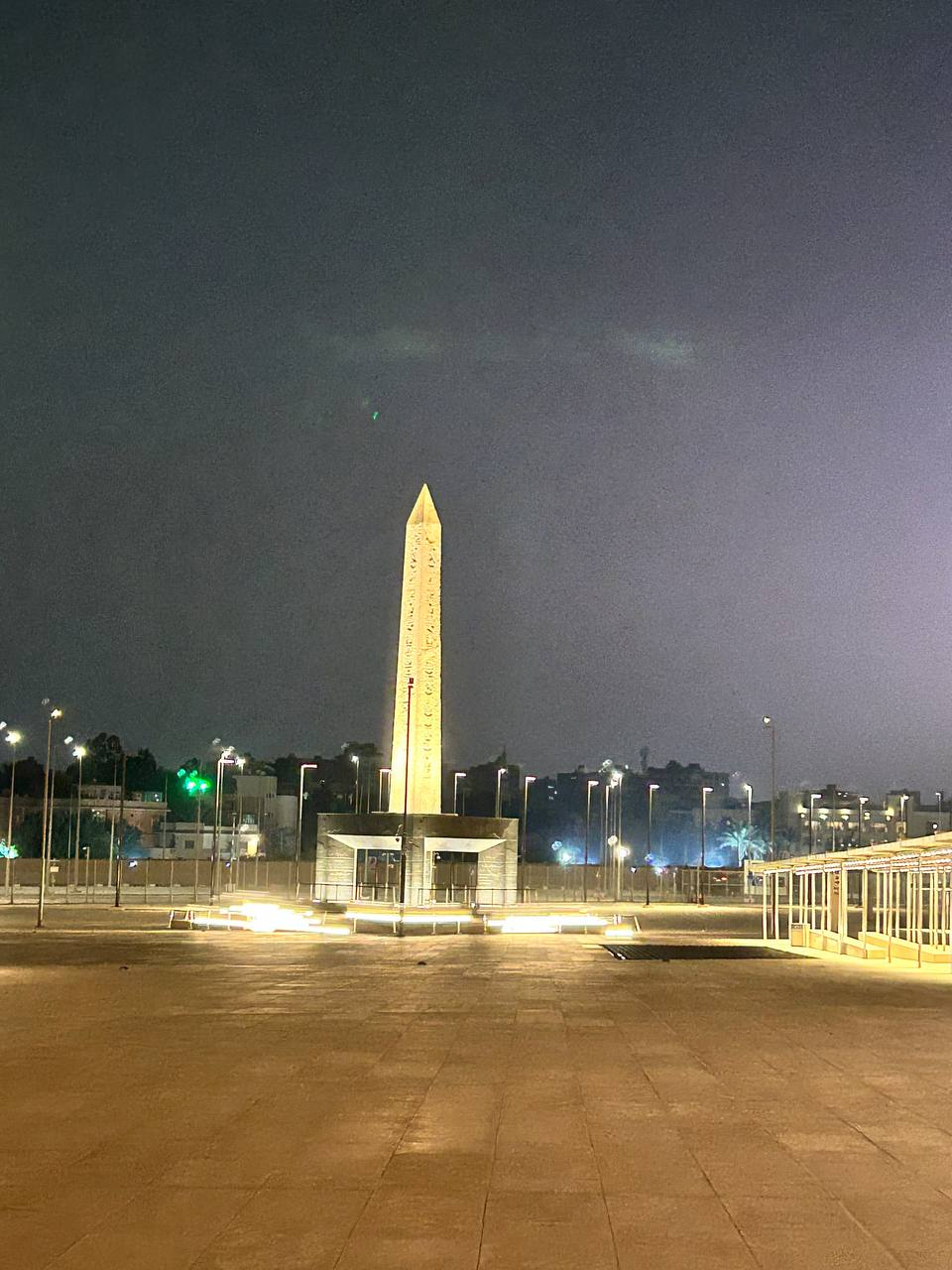
مسلة المتحف المصري الكبير
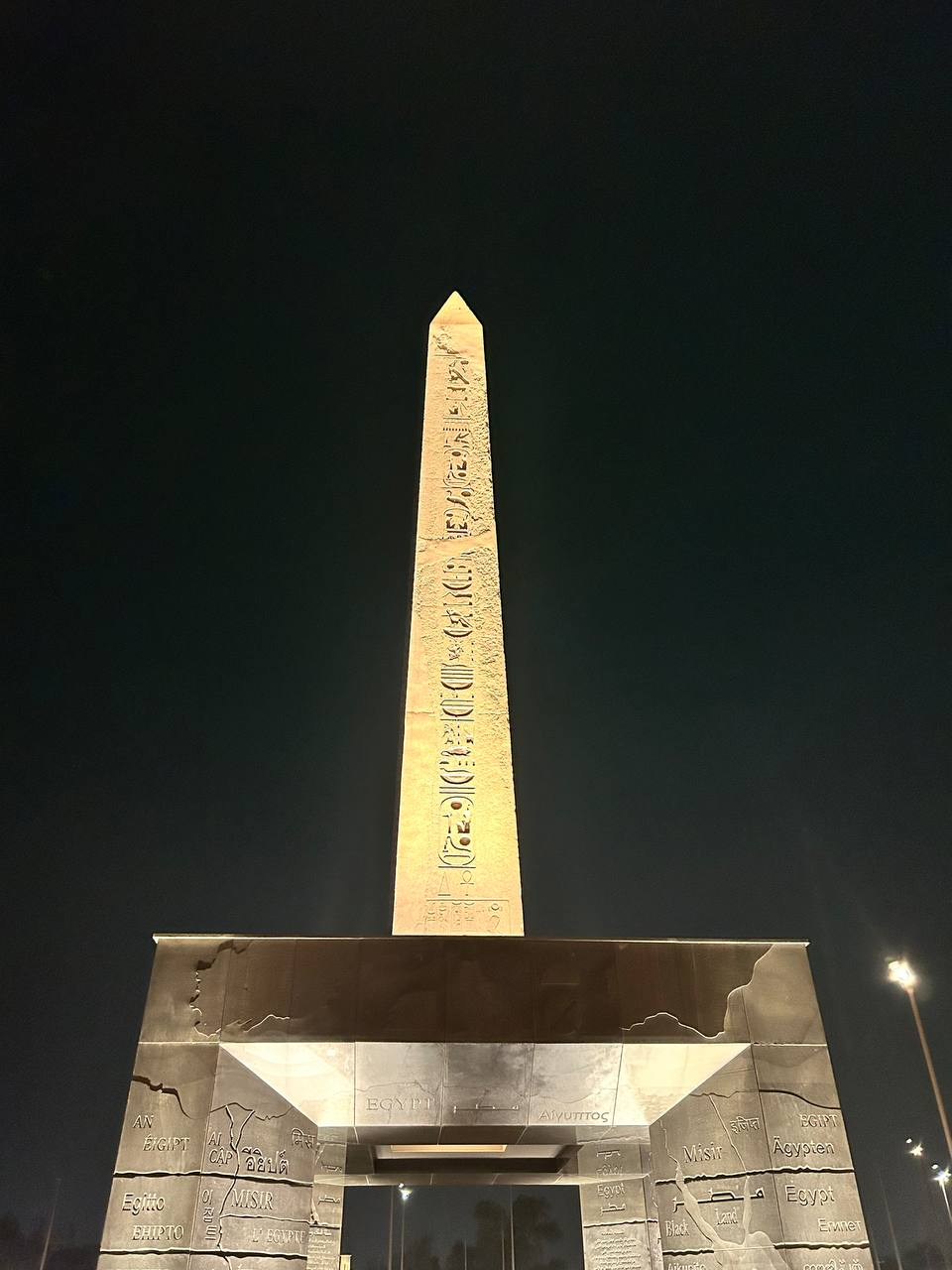
مسلة المتحف المصري الكبير
المتحف المصري الكبير
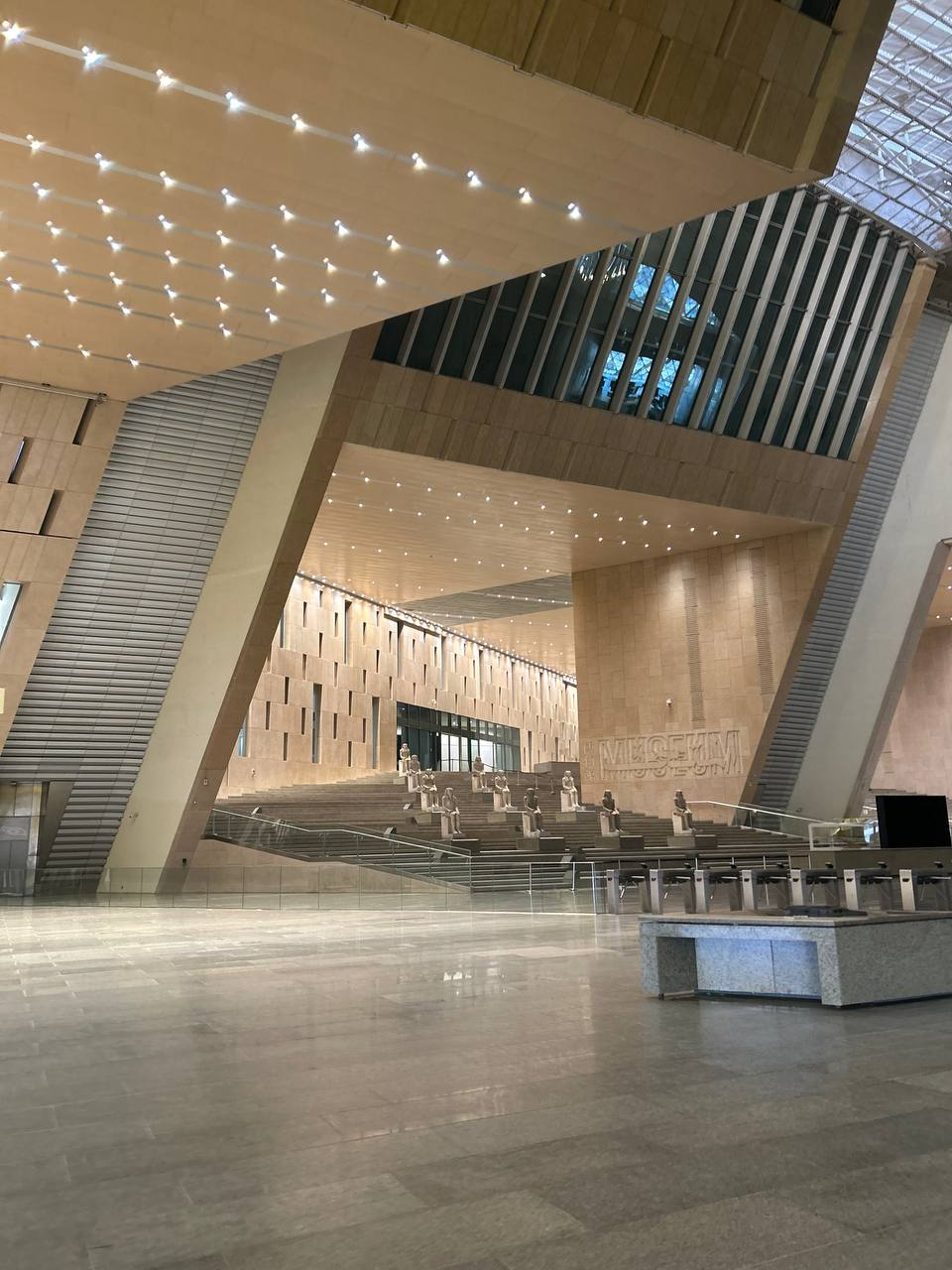
المتحف المصري الكبير
المتحف المصري الكبير
المتحف المصري الكبير
المتحف المصري الكبير
المتحف المصري الكبير
المتحف المصري الكبير
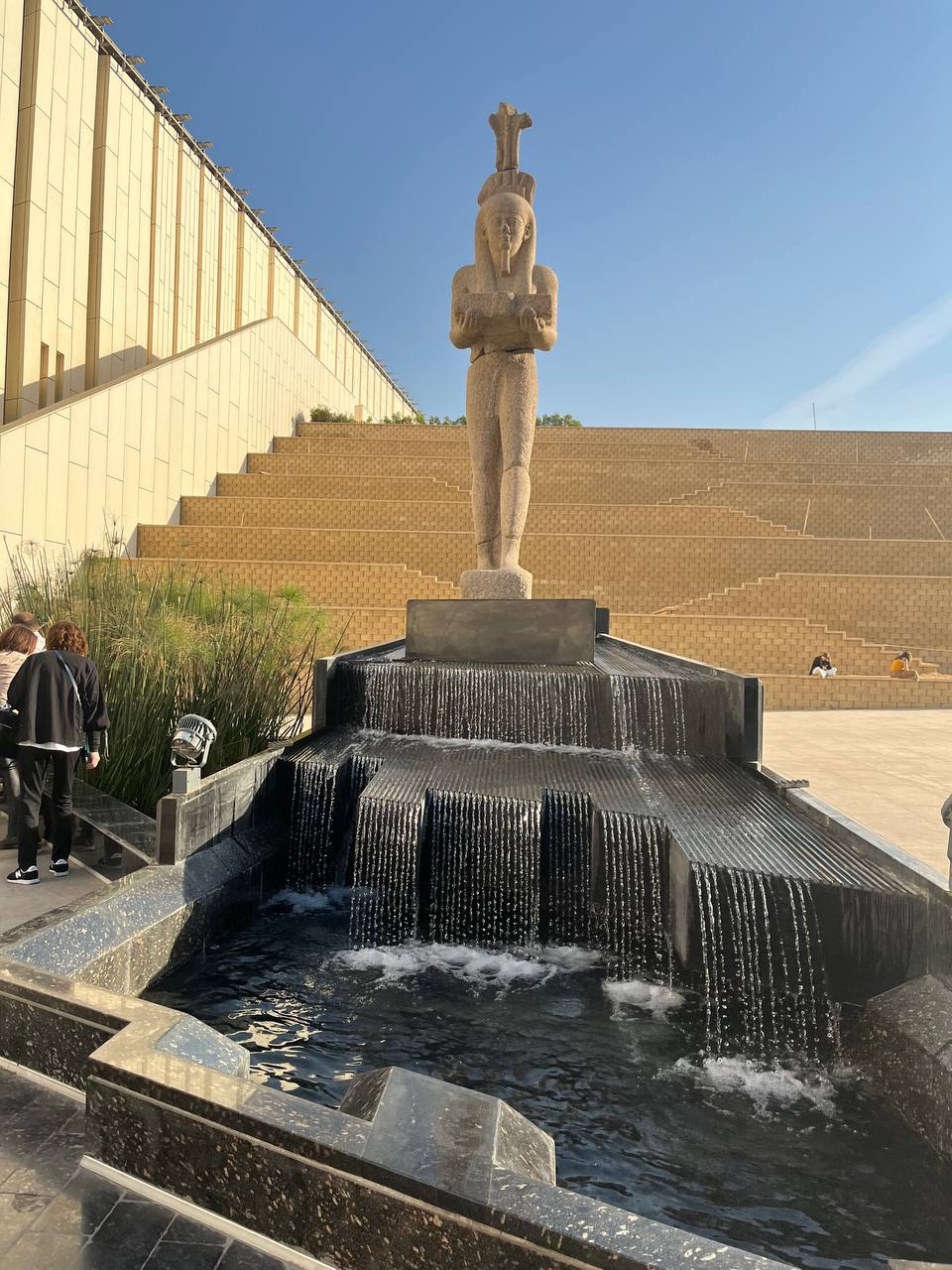
المتحف المصري الكبير
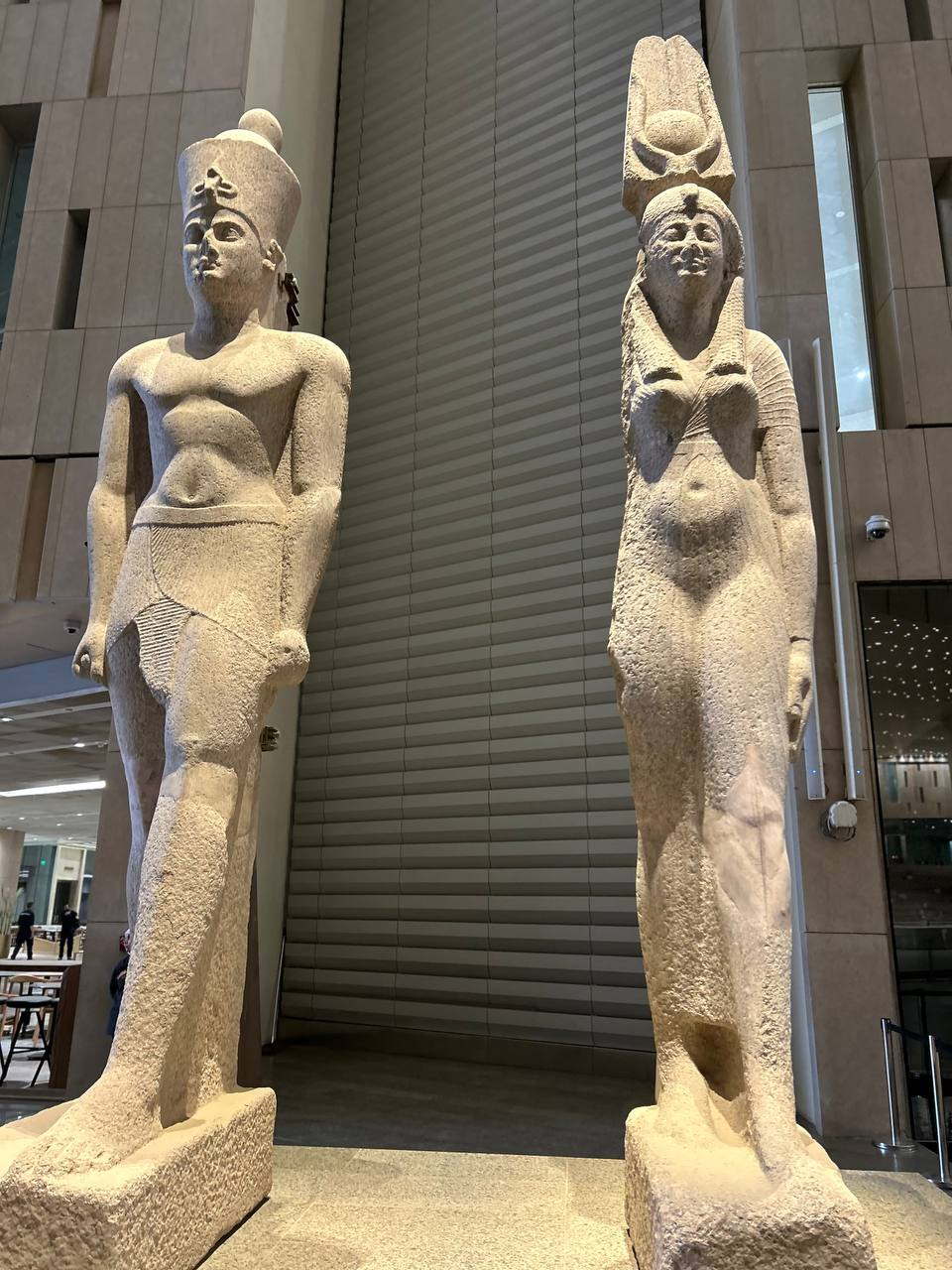
تمثالان داخل المتحف المصري الكبير
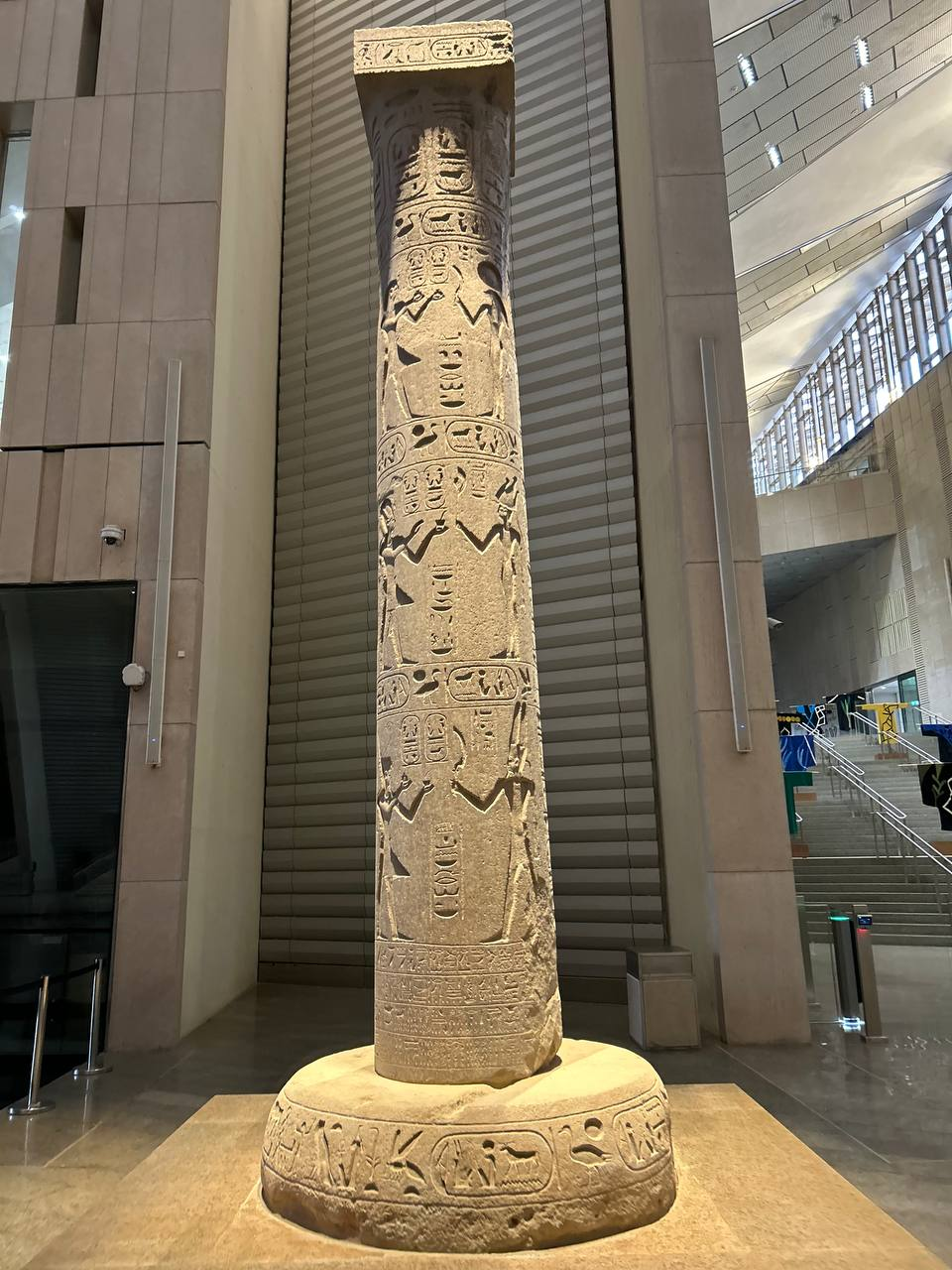
مسلة داخل المتحف المصري الكبير
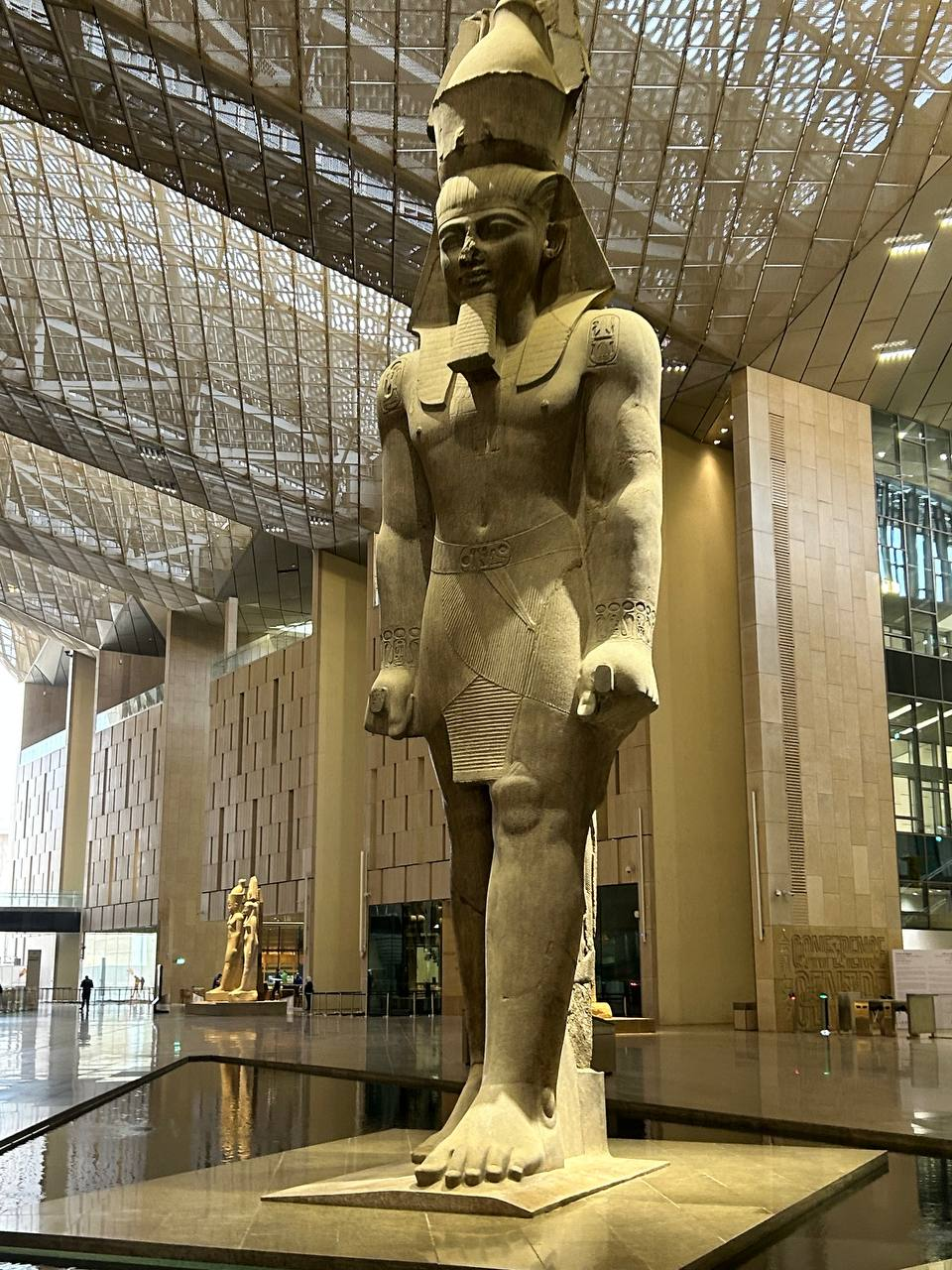
رمسيس الثاني
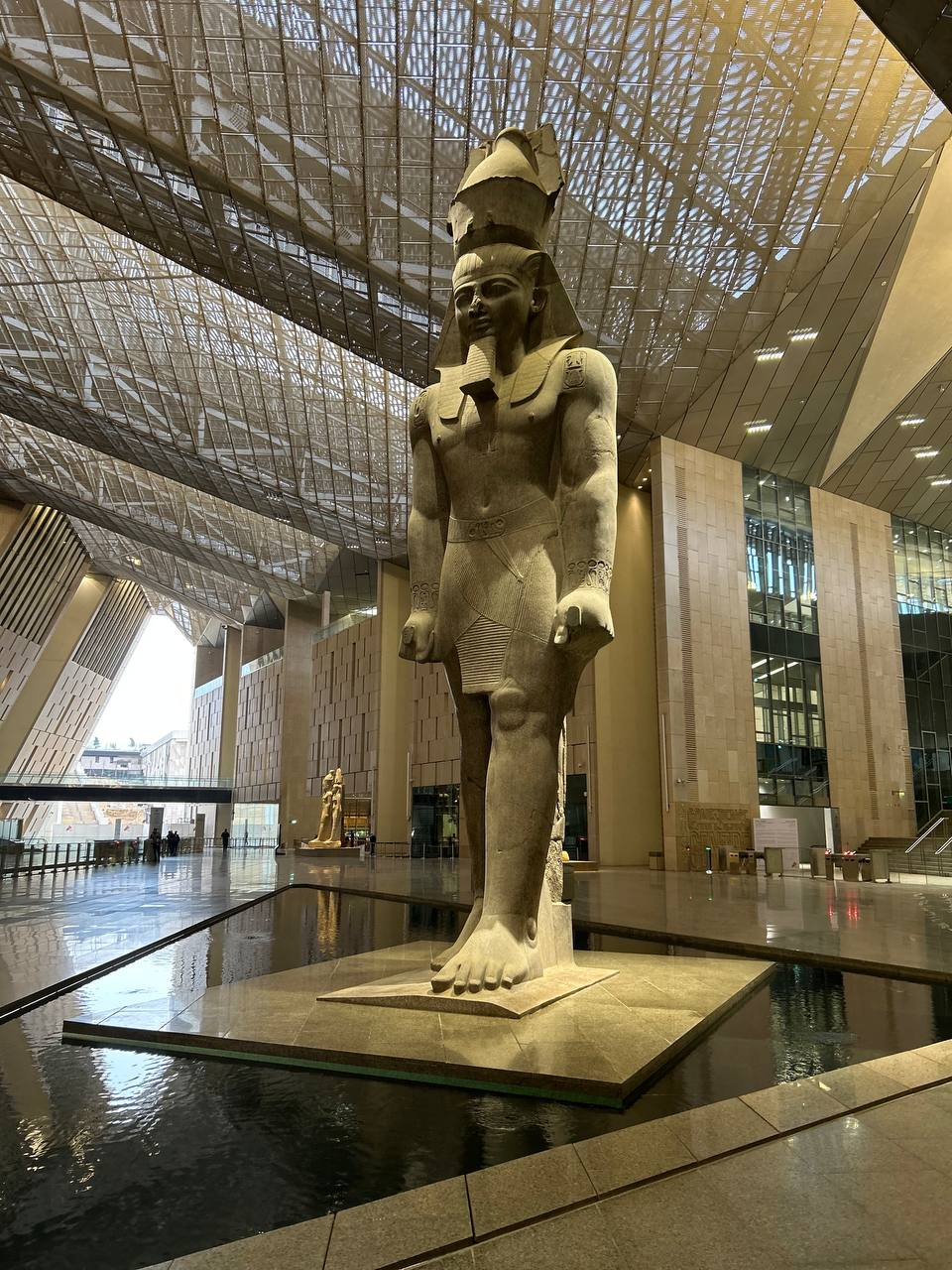
رمسيس الثاني
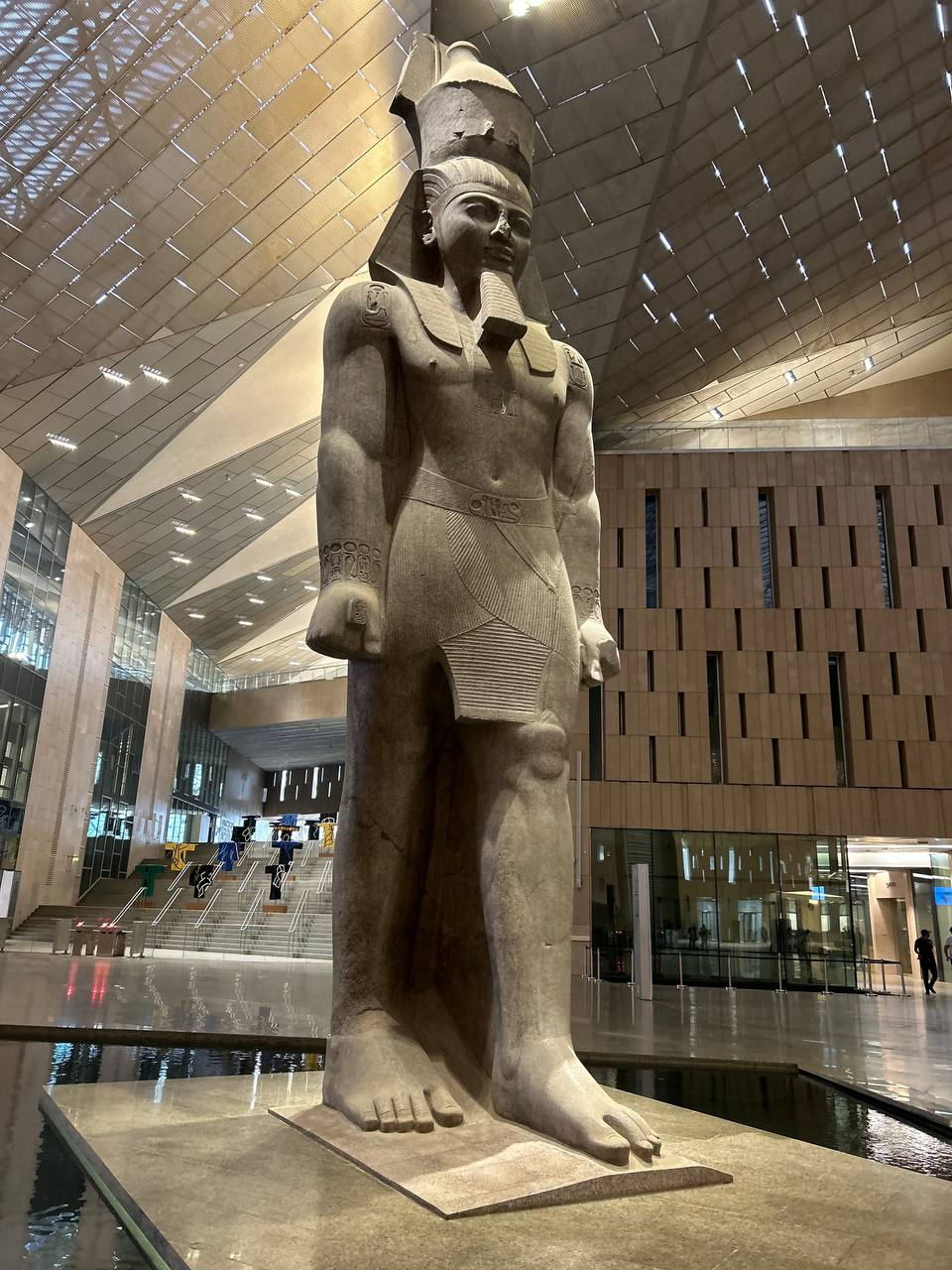
رمسيس الثاني
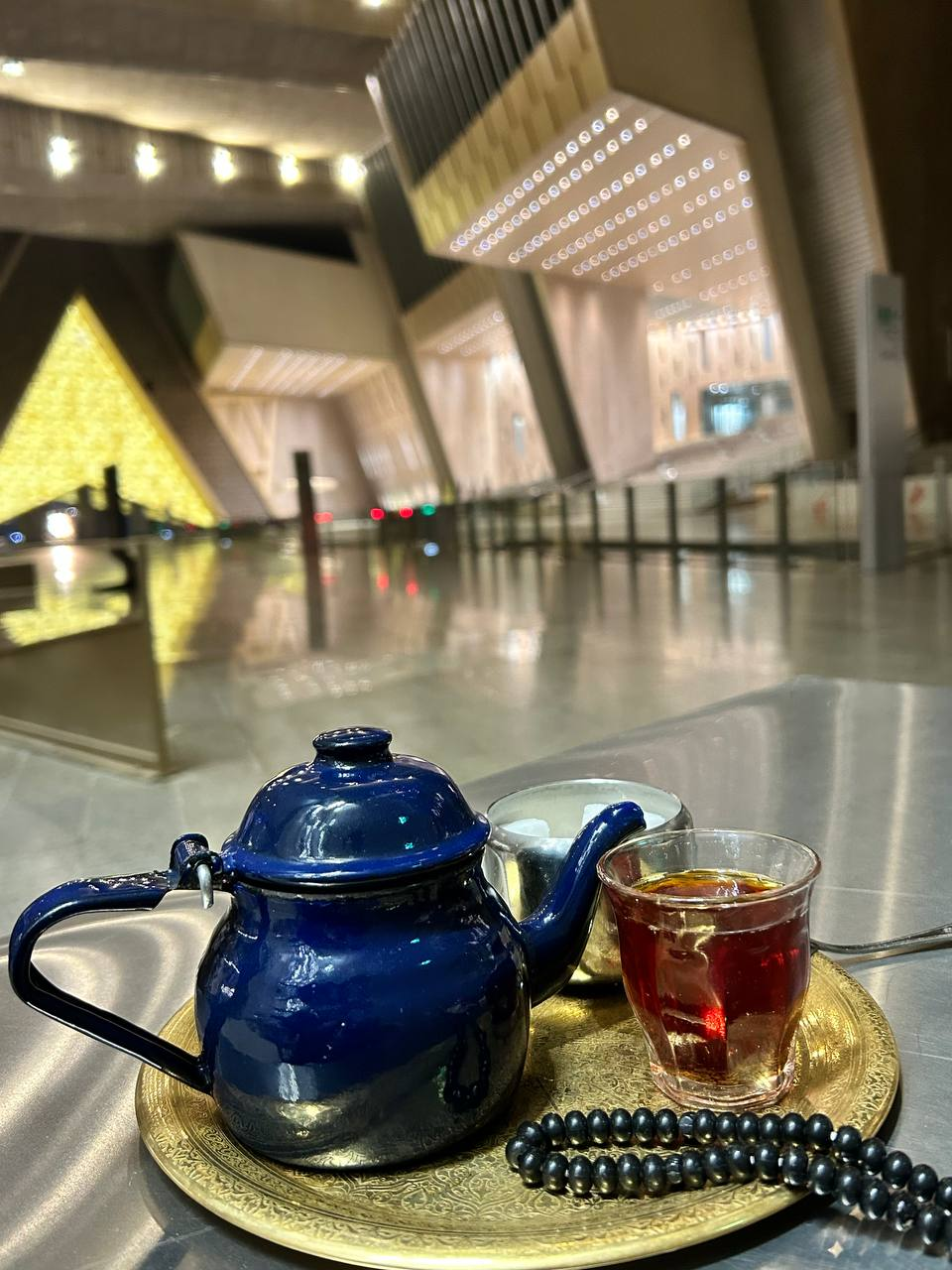
المتحف المصري الكبير
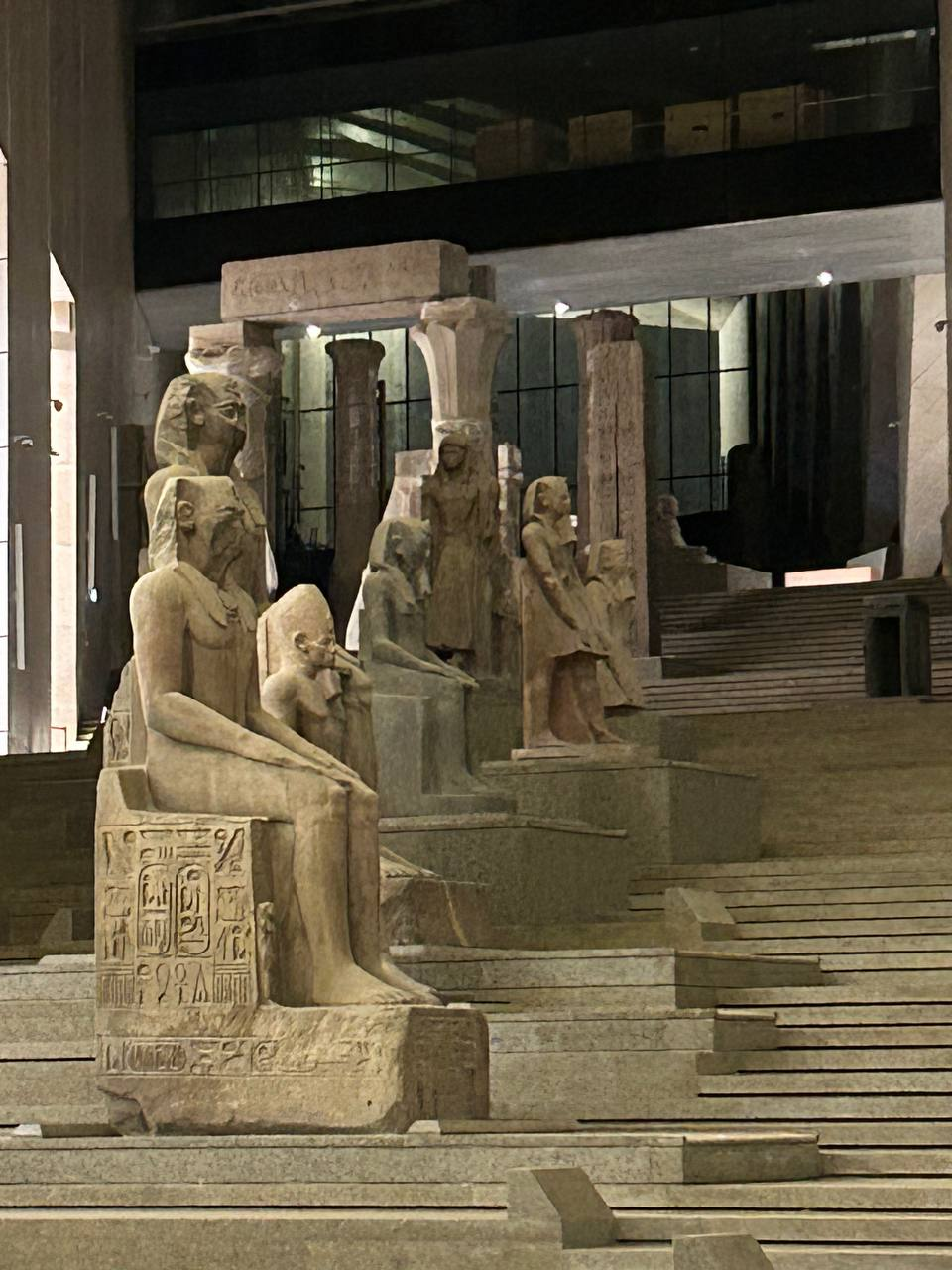
المتحف المصري الكبير
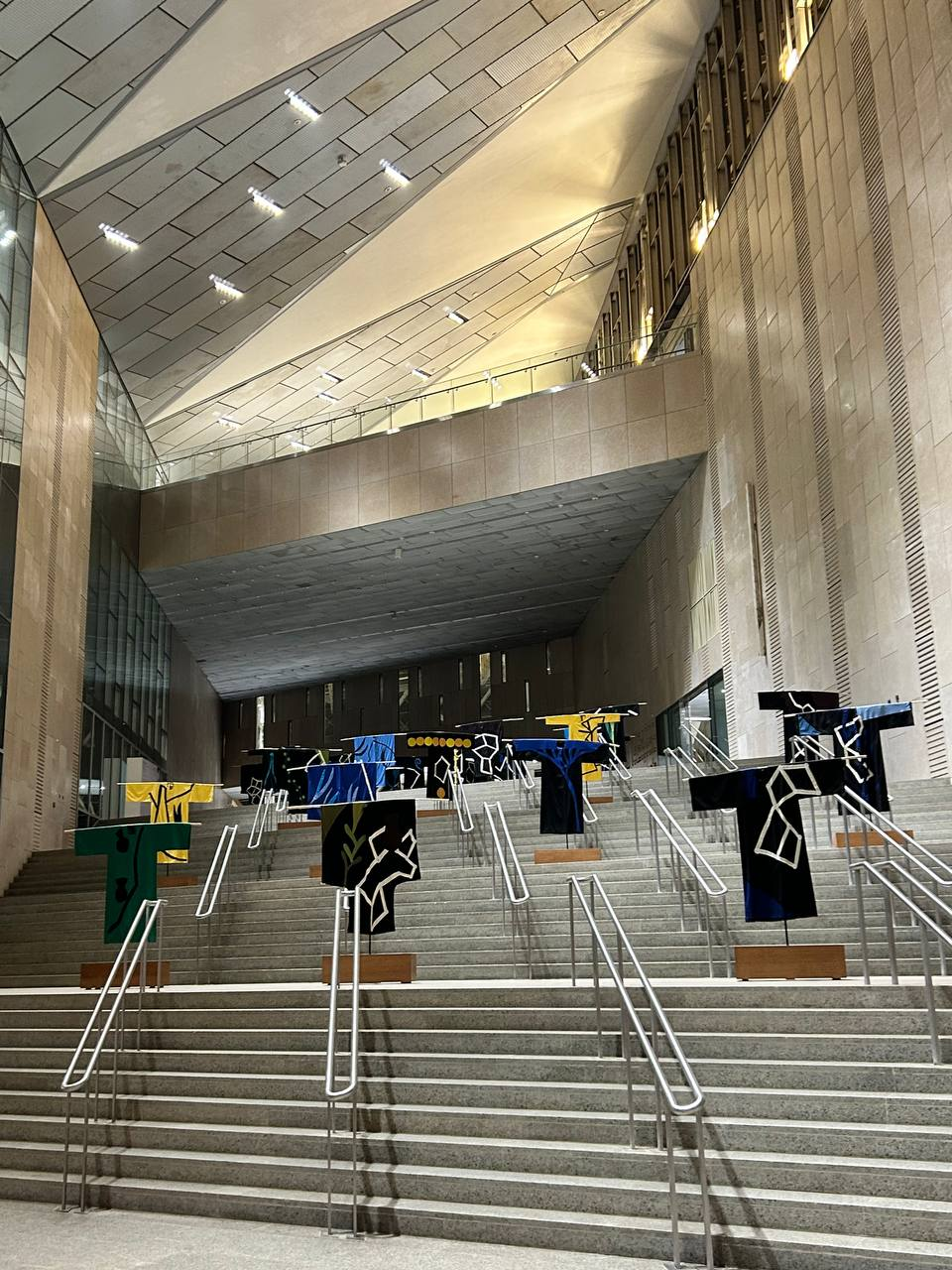
المتحف المصري الكبير
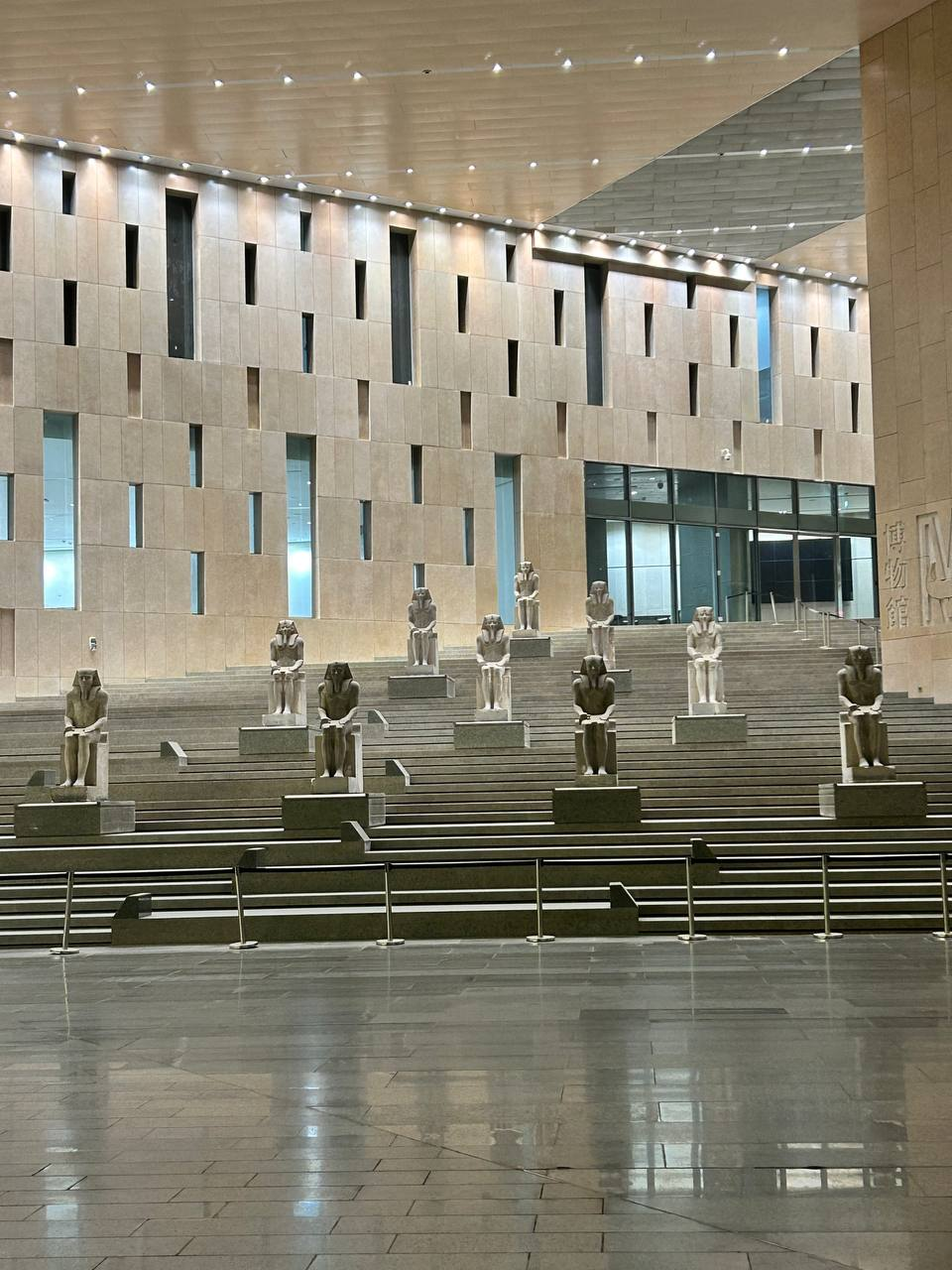
المتحف المصري الكبير
المتحف المصري الكبير
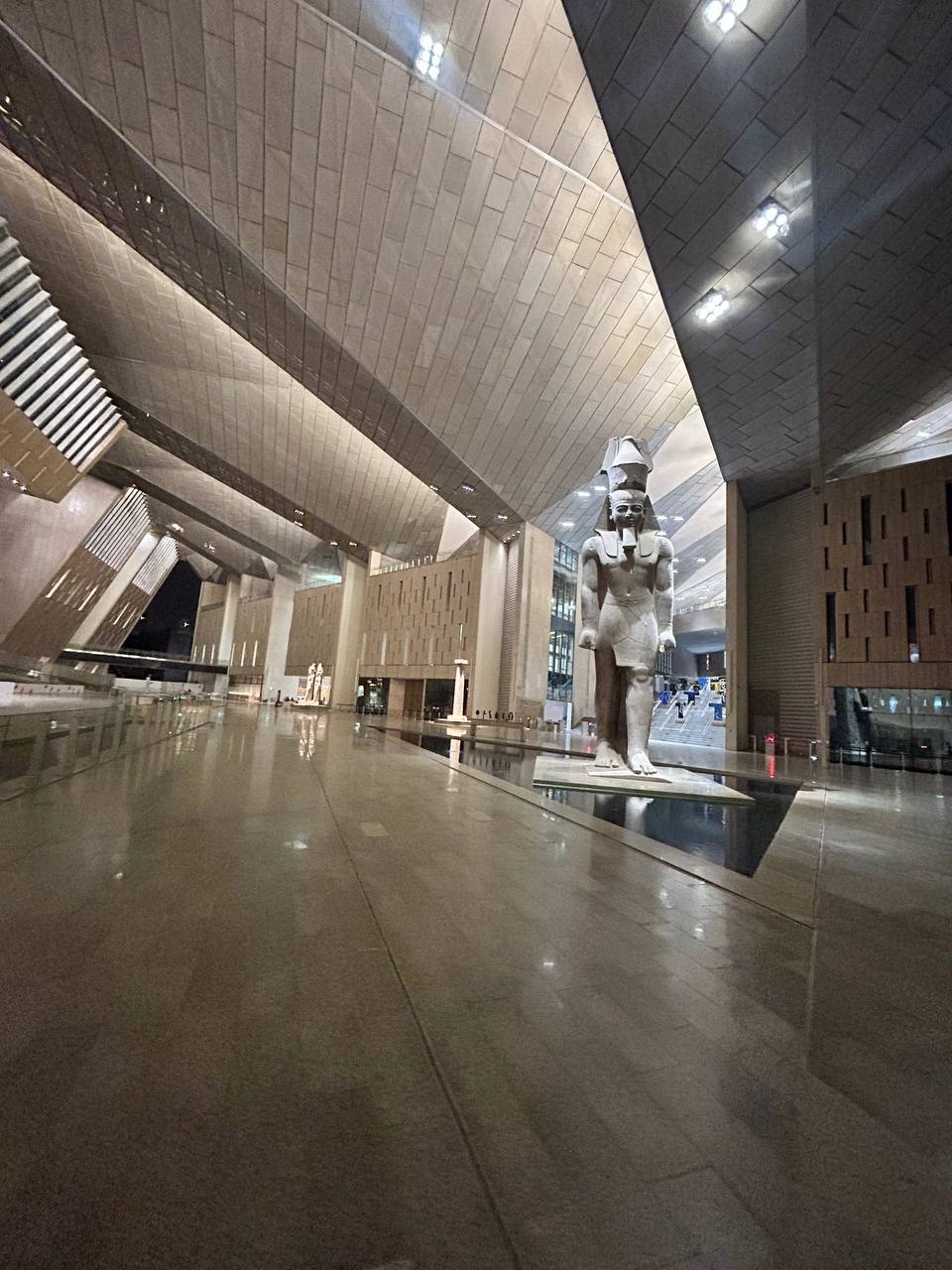
المتحف المصري الكبير
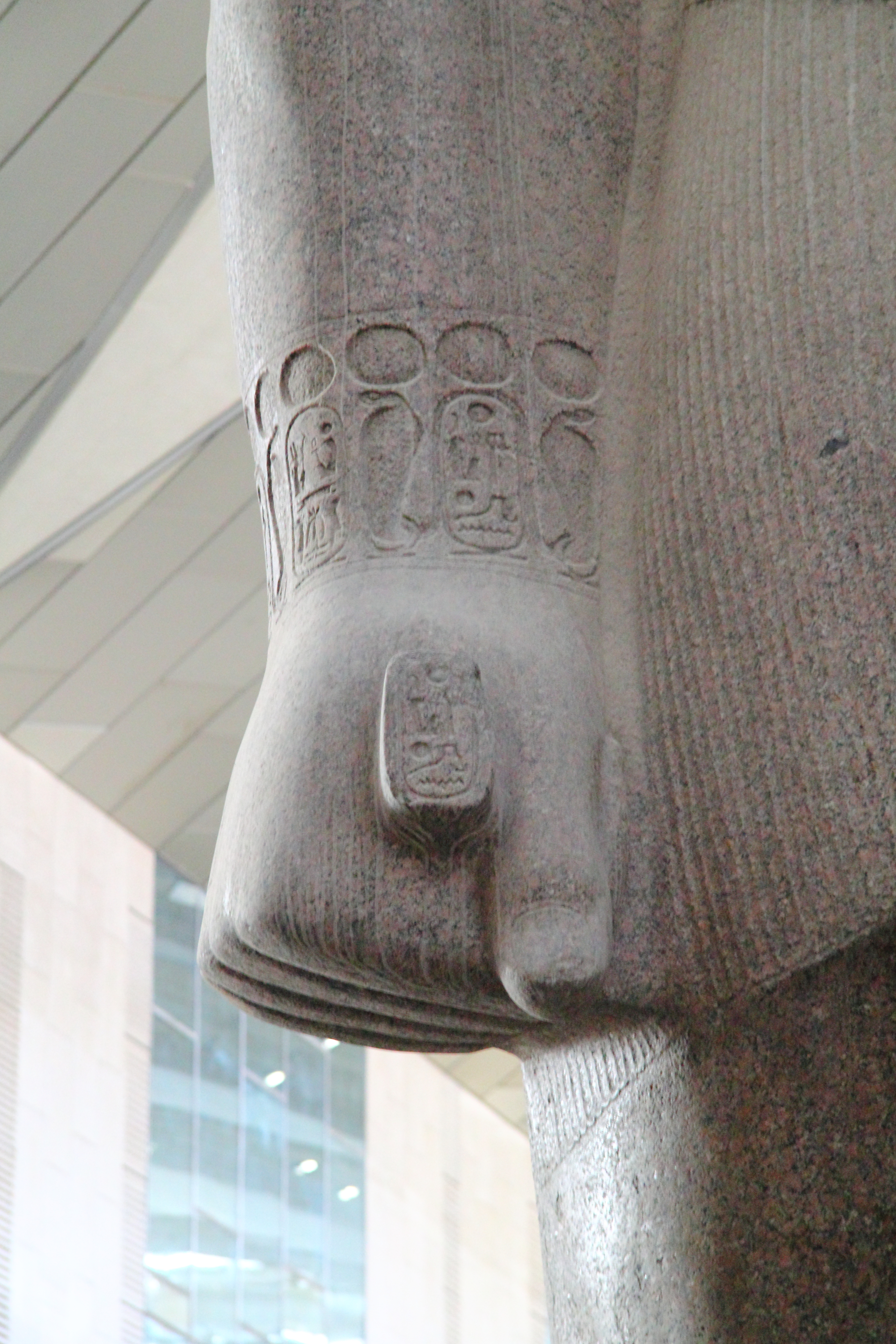
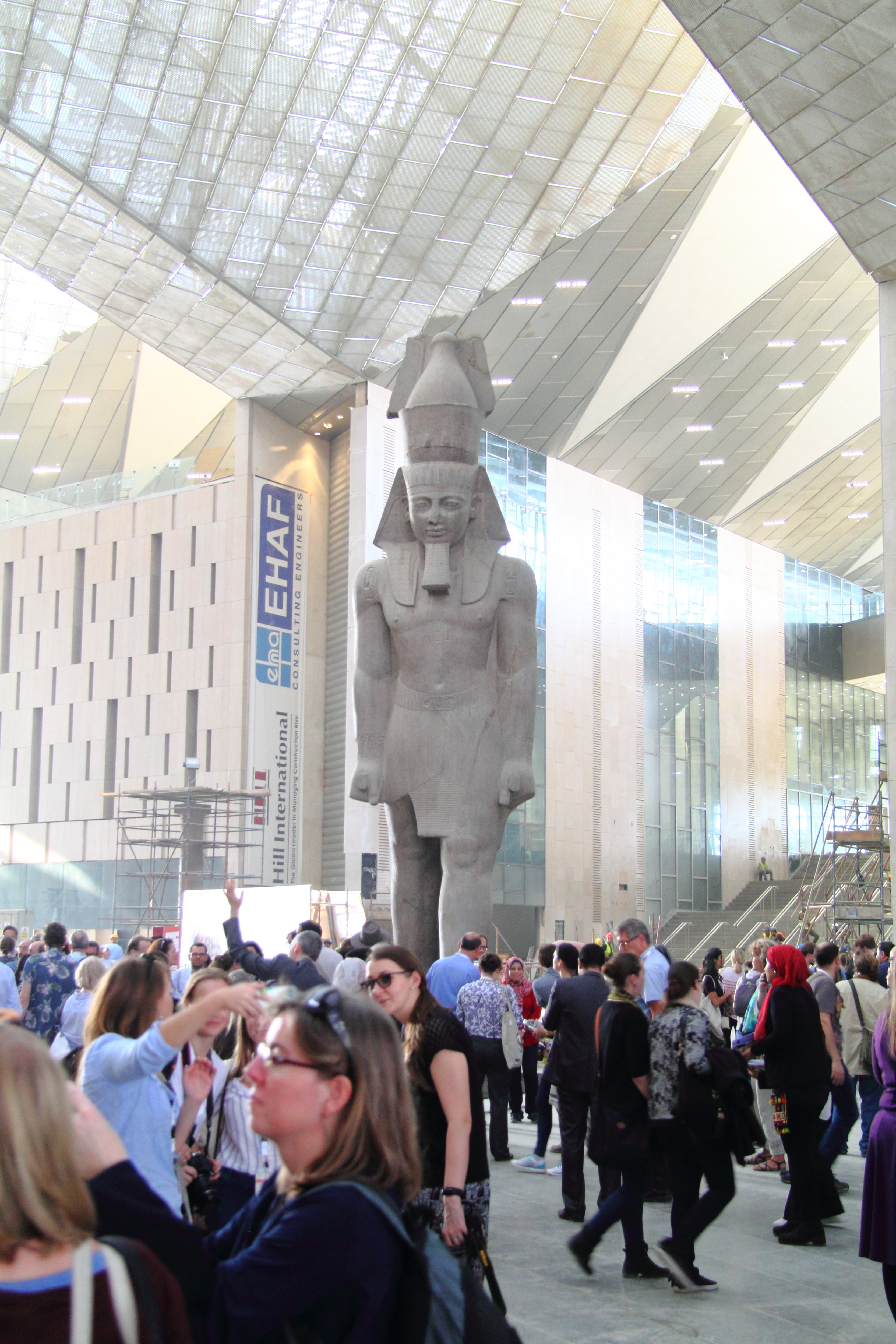
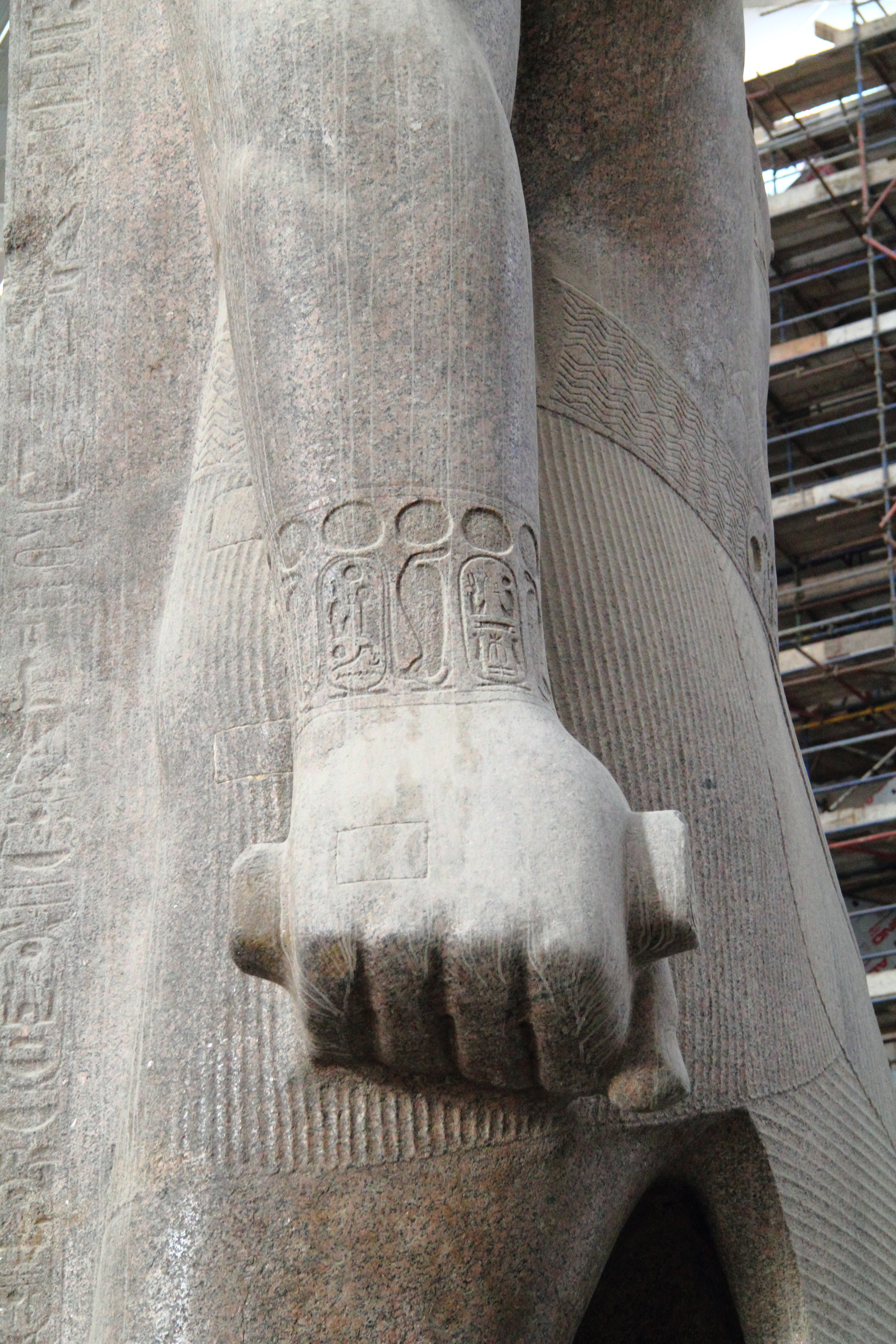
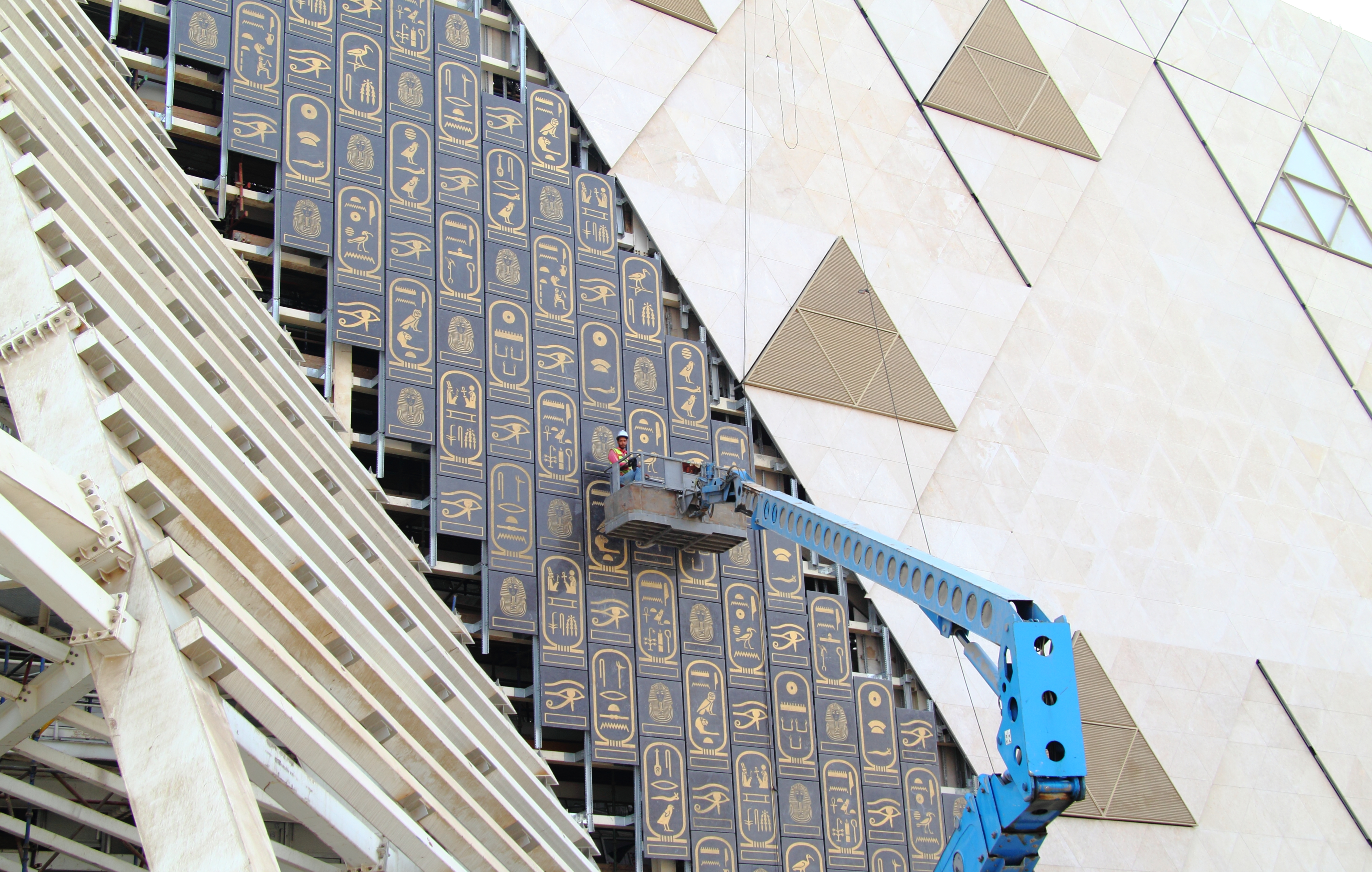
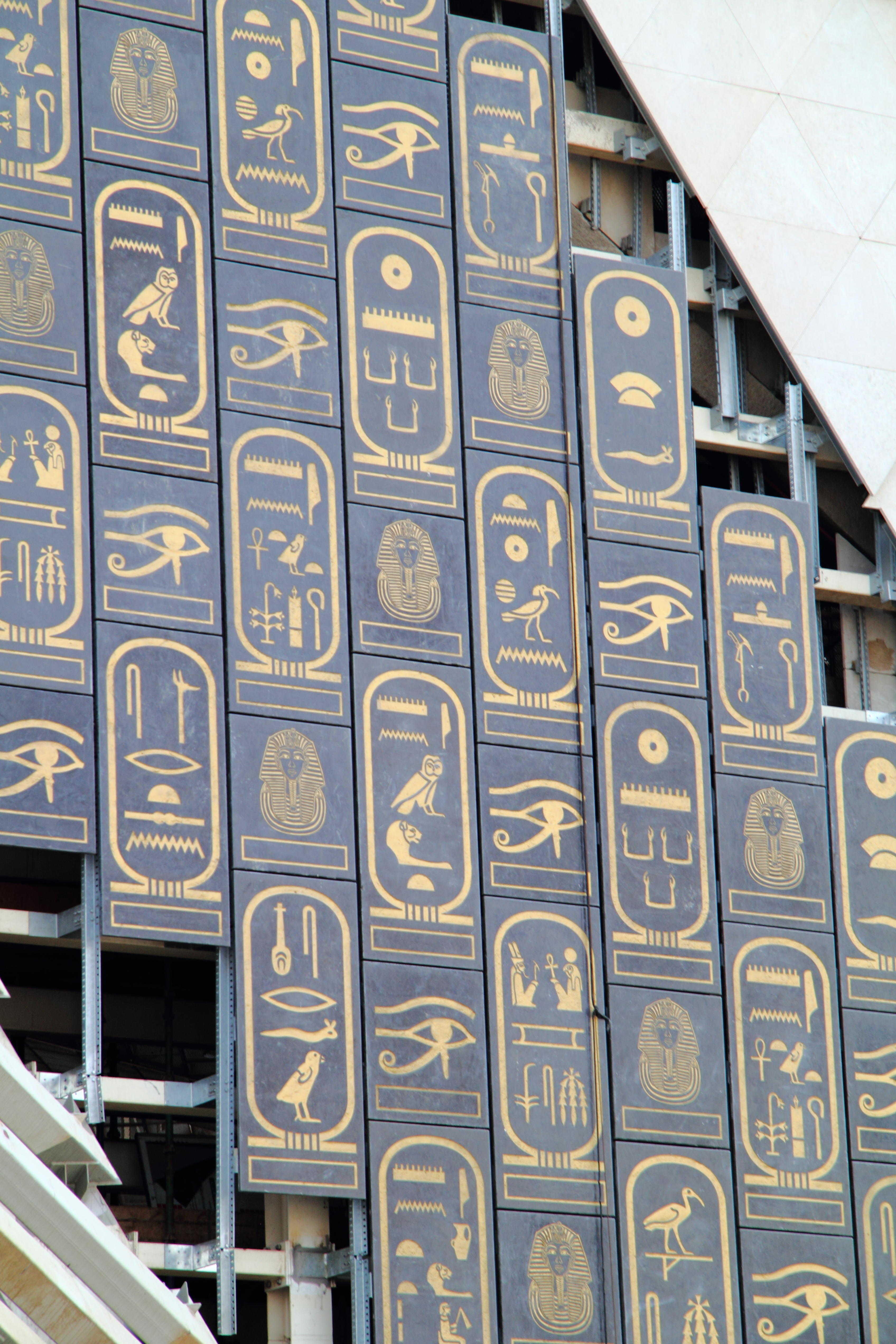
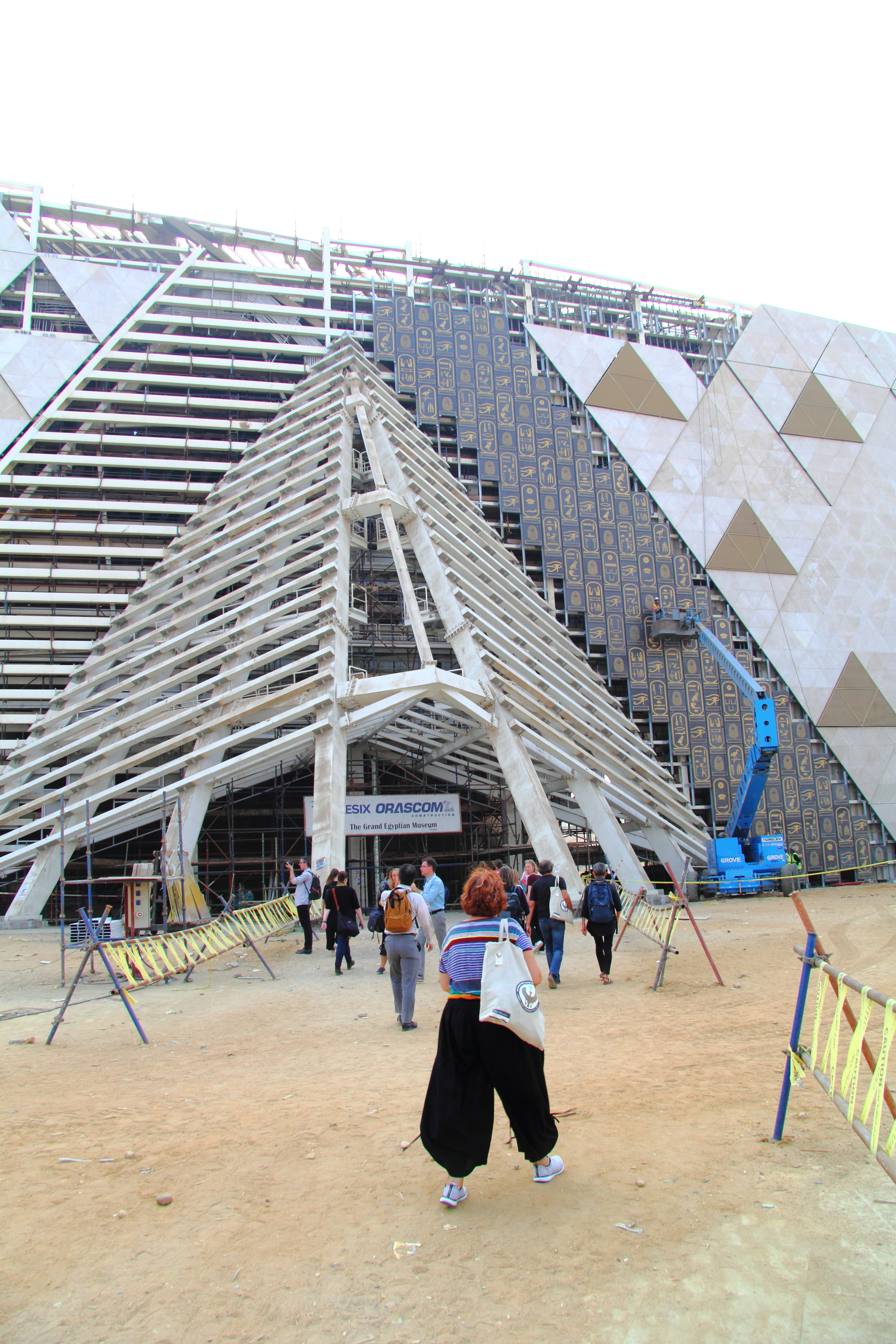
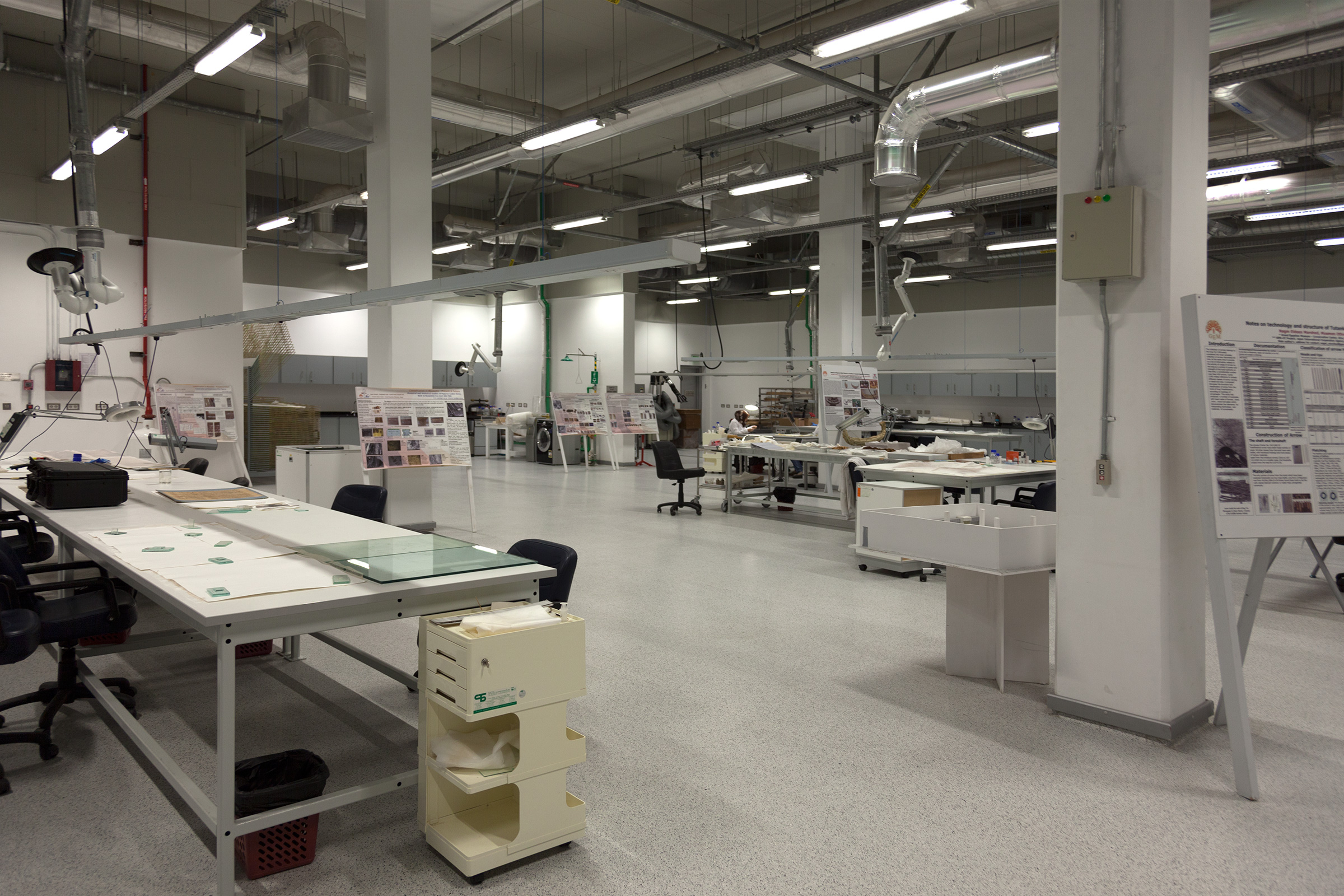
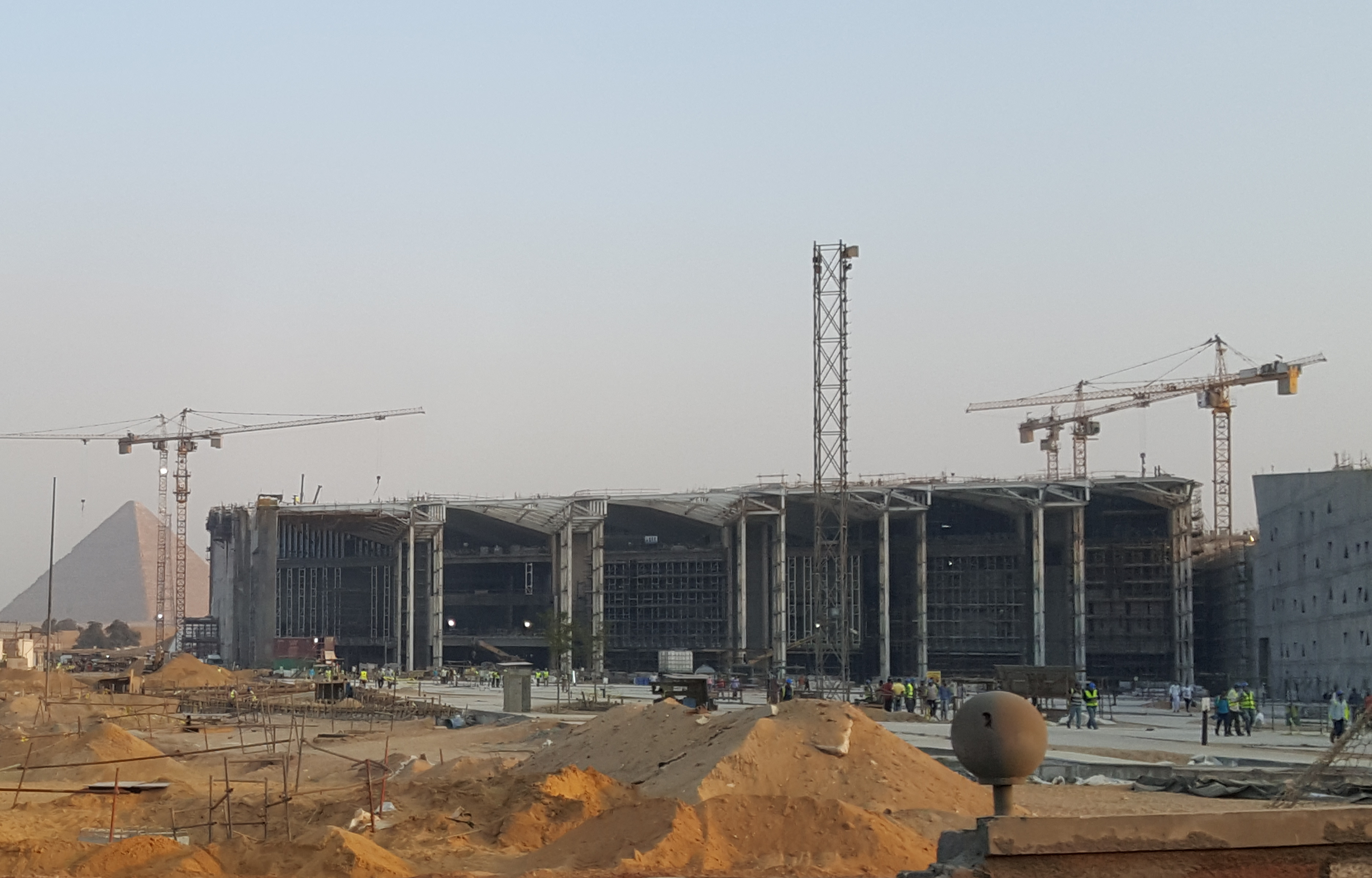
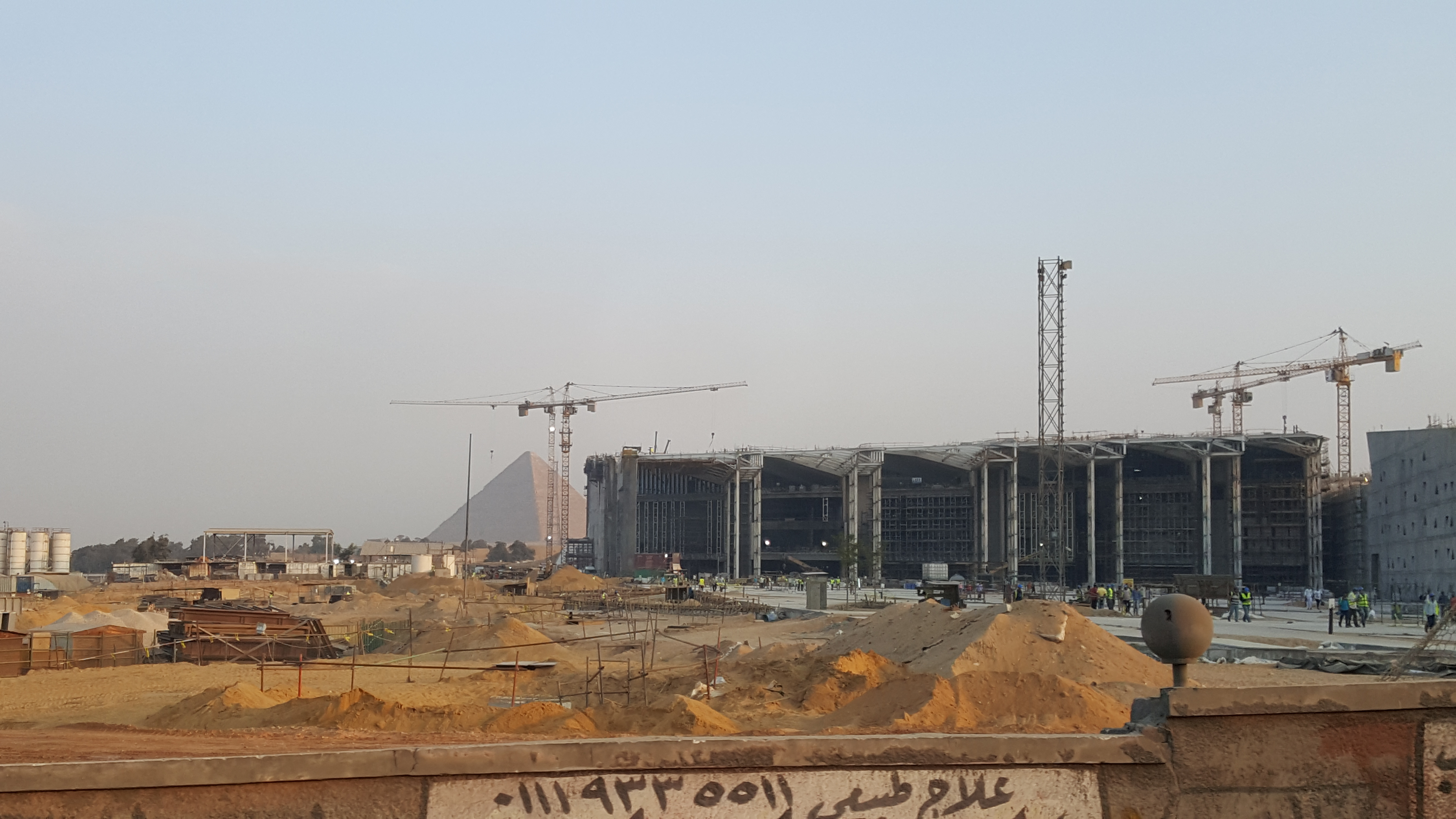
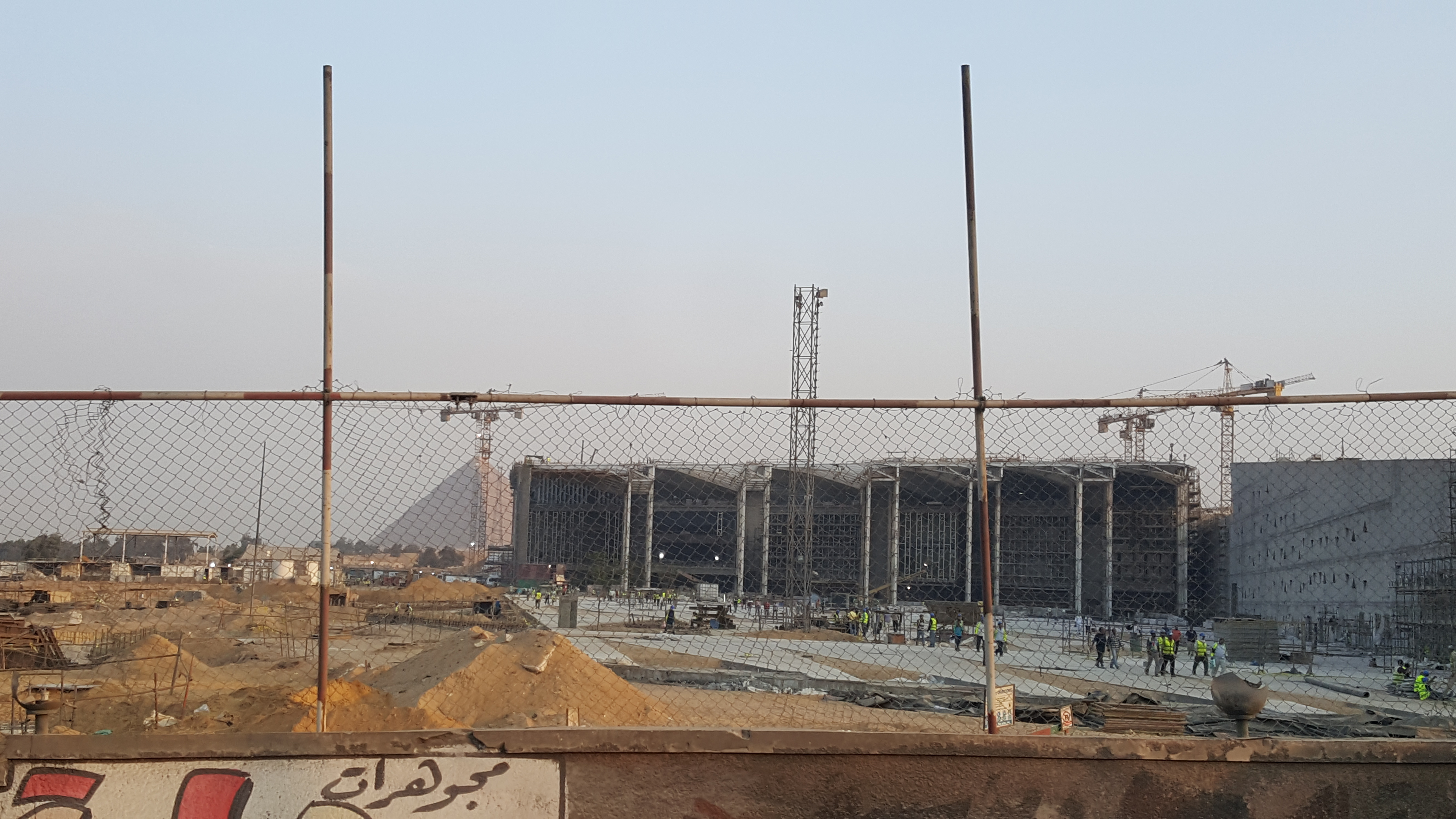
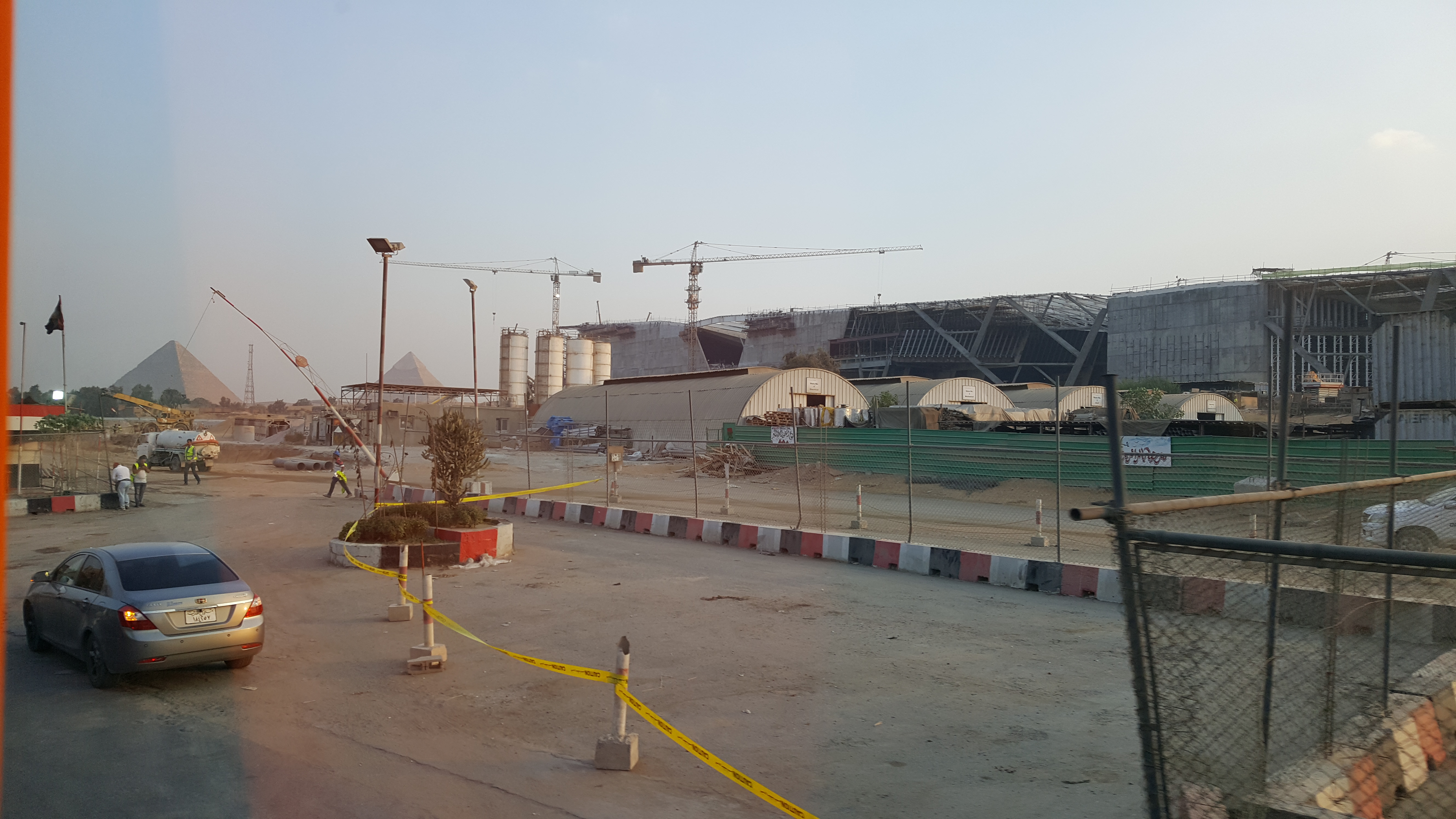
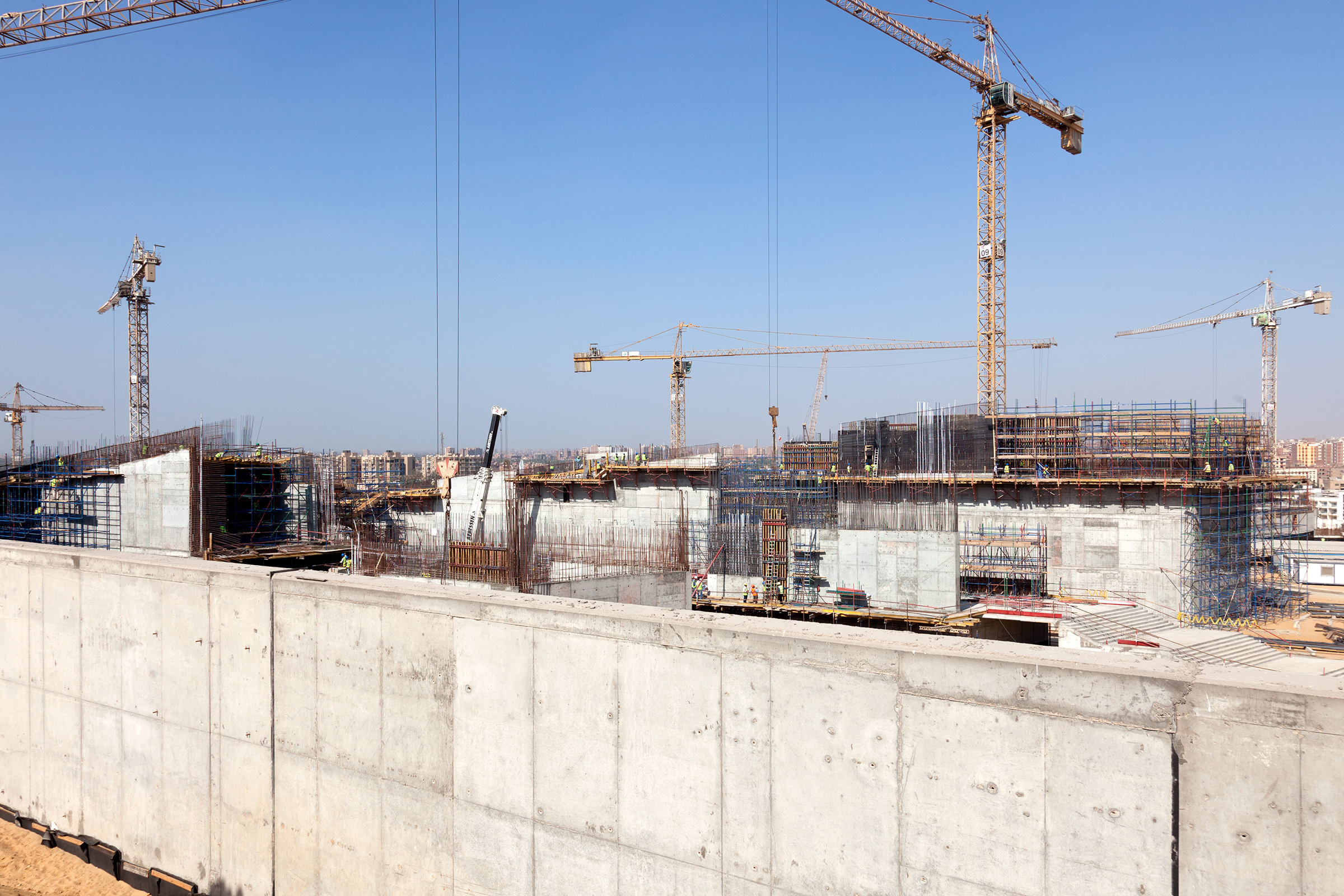
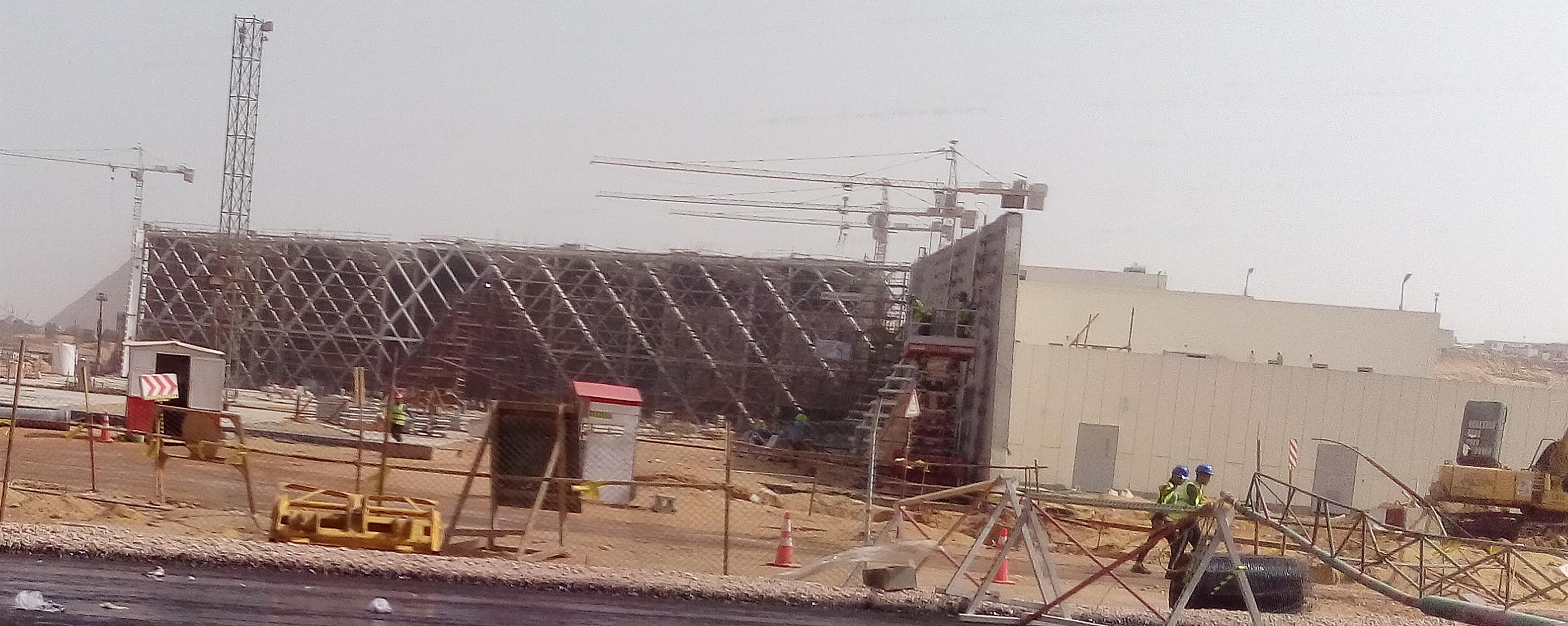
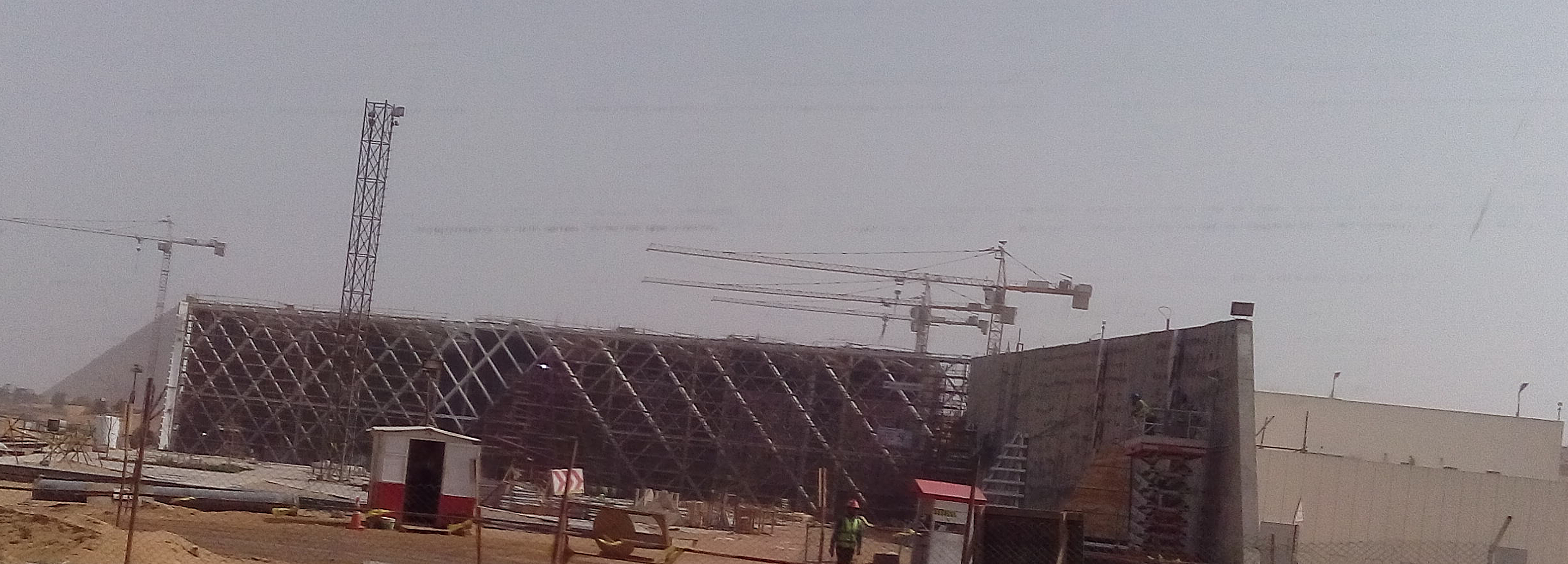
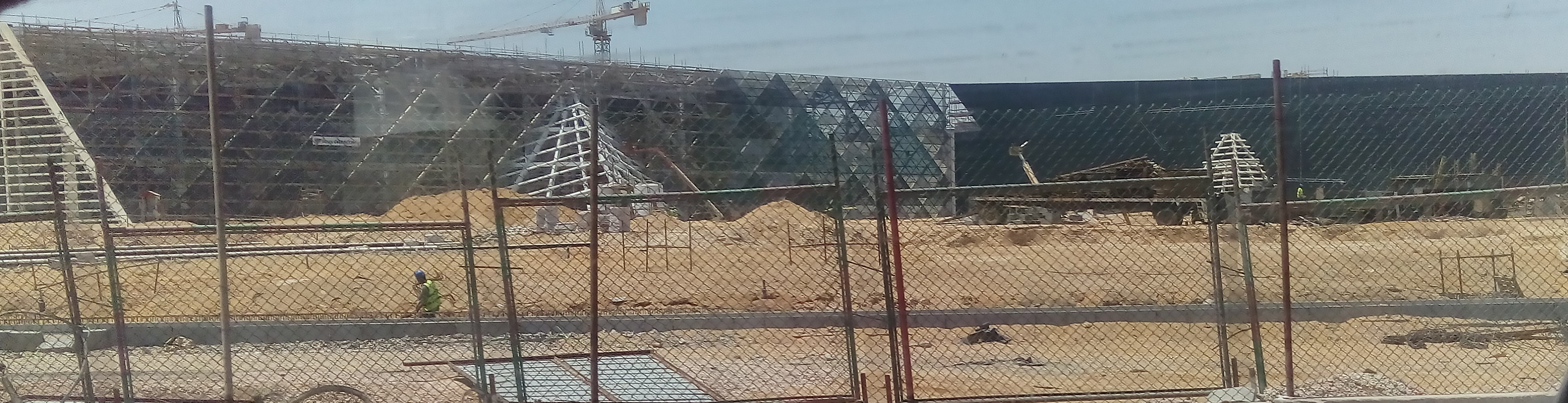
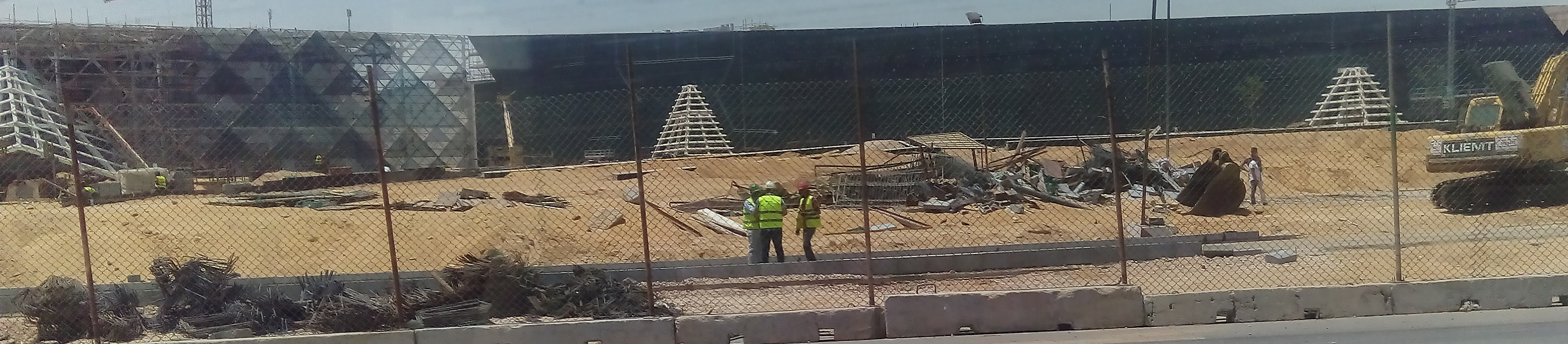
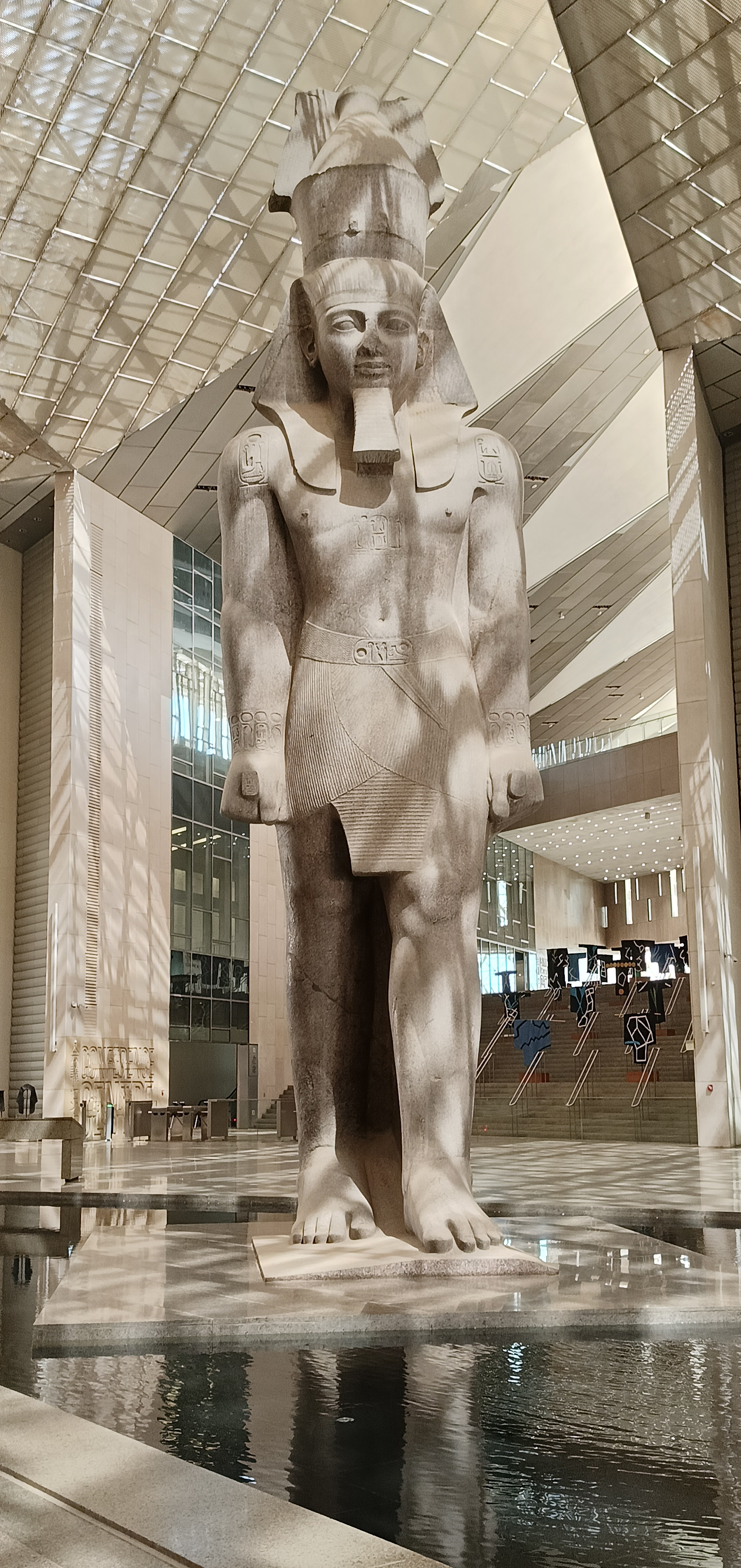
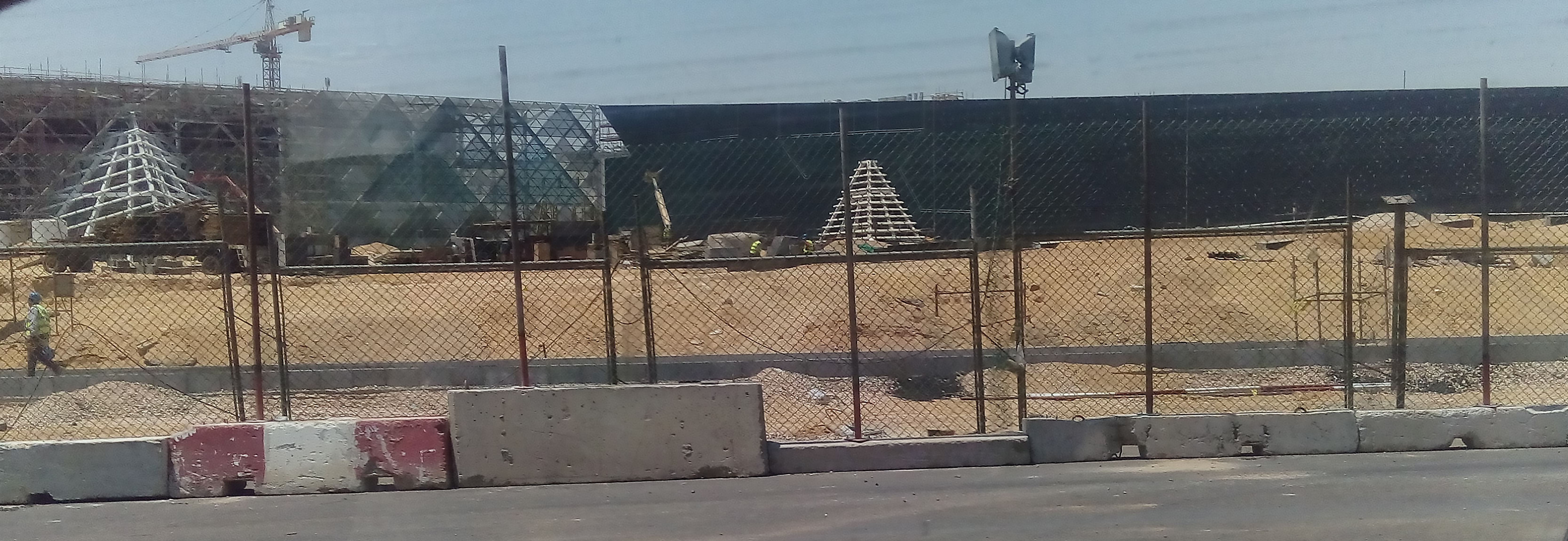

## وصلات خارجية
- الموقع الرسمي